# Colli Selvalonga – Il Monte (Assisi)
Il Colli Selvalonga – Il Monte (Assisi)  è un Sito di Interesse Comunitario (SIC) per la gran parte interno al Parco regionale del Monte Subasio, il cui Piano di Gestione è stato approvato nel 2012 dalla Regione Umbria al fine di proteggere e conservare i cinque habitat in esso individuati. Il sito è classificato nella Rete europea Natura 2000 con il codice IT5210023 ed è stato designato Zona Speciale di Conservazione (ZSC) nel 2014 dal Ministero dell’Ambiente a seguito della Direttiva Habitat della Comunità Europea.

## Territorio
Il sito Colli Selvalonga – Il Monte (Assisi) si trova sul versante settentrionale del massiccio del Monte Subasio. Ha una superficie di 478 ettari che interessa i comuni di Assisi, Nocera Umbra e Valtopina. A nord confina con un altro Sito di Interesse Comunitario: il Fiume Tescio (parte alta). L’aspetto peculiare dell’area è dato da una articolata morfologia alto collinare di tipo calcareo e marnoso-arenaceo, intervallata da valli segnate da fossi e torrenti dove è presente una vegetazione forestale in buono stato di conservazione prevalentemente caratterizzata dalla presenza di Cerro (Quercus cerris).

## Habitat
Il sito è caratterizzato dai seguenti habitat, costituiti da particolari tipologie di vegetazione:
- Habitat 5130 - Formazioni a ginepro comune (Juniperus communis) su lande o prati calcicoli[8]. È costituito dagli arbusteti di ginepro comune più o meno densi tipicamente associati alle praterie. L’habitat è molto diffuso in Umbria e in espansione negli ambienti collinari e montani su suoli aridi e poco profondi. Si tratta di un paesaggio vegetale di origine secondaria, ovvero dovuto all’intervento umano, ed il cui mantenimento è subordinato alla presenza delle attività di pascolo in assenza delle quali questa vegetazione viene progressivamente sostituita dal bosco[9].

- Habitat 6220*[10] - Percorsi substeppici di graminacee e piante annue dei Thero-Brachypodietea. È costituito da praterie xerofile[11] diffuse a diverse altitudini che si sviluppano su substrati calcarei generalmente con suoli poco evoluti e soggetti ad erosione[12].

- Habitat 91AA*[10] - Boschi orientali di quercia bianca. L’ecosistema comprende i boschi mediterranei a dominanza[13] di roverella (Quercus pubescens) in ambienti caldi. In Umbria sono abbastanza diffusi, anche se spesso fortemente frammentati e rappresentati, talora, da frammenti relitti di modeste dimensioni, soprattutto nelle aree fortemente vocate alla coltura dell'olivo e della vite che ne hanno occupato in gran parte l'areale potenziale[14].

- Habitat 91M0 - Foreste Pannonico-Balcaniche di cerro e rovere. È un ecosistema che comprende i boschi di cerro, talora con rovere, tipici di ambienti caldi e con substrato acido, distribuiti prevalentemente lungo il versante tirrenico della penisola italiana. In Umbria queste comunità sono molto abbondanti nei territori collinari occidentali della regione[15].

- Habitat 92A0 - Foreste a galleria di Salice bianco (Salix alba) e Pioppo bianco (Populus alba). È costituito dai boschi ripariali a dominanza[13] di salici e pioppi che si sviluppano lungo le sponde dei fiumi e dei laghi. Quando le chiome delle piante, situate sulle opposte sponde di un fiume, si toccano, danno origine ai cosiddetti “boschi a galleria”[16].

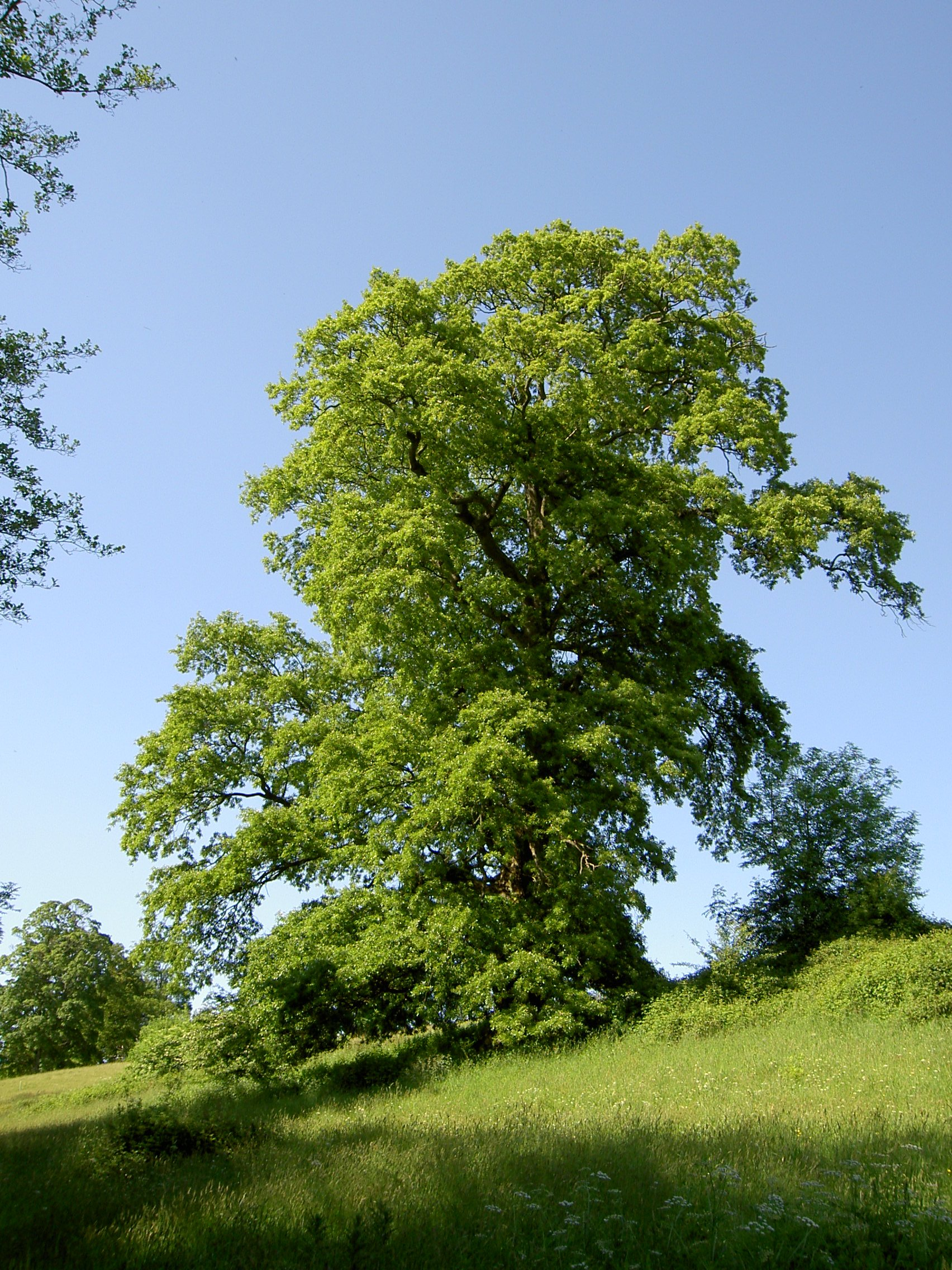
Cerro
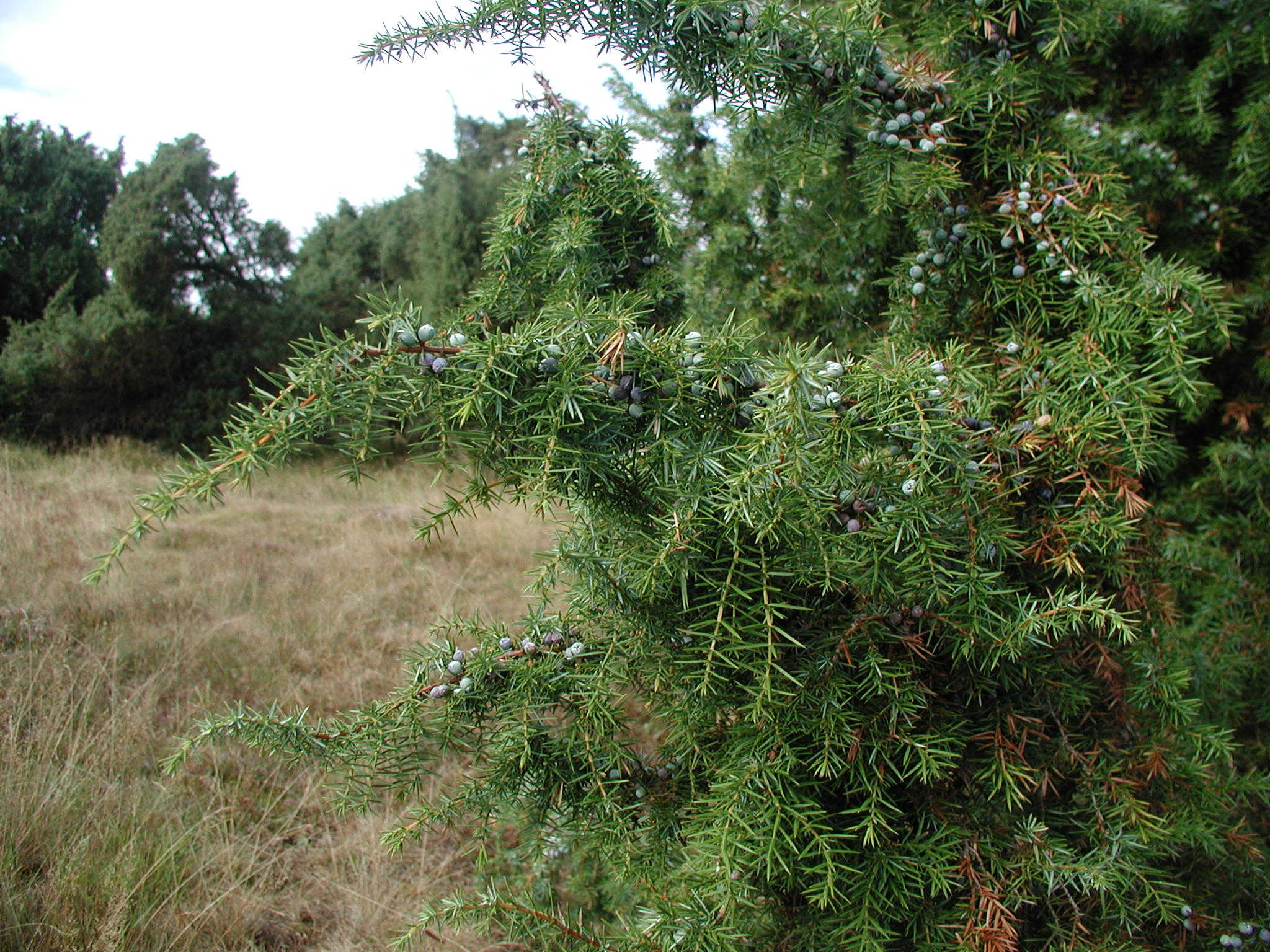
Ginepro commune
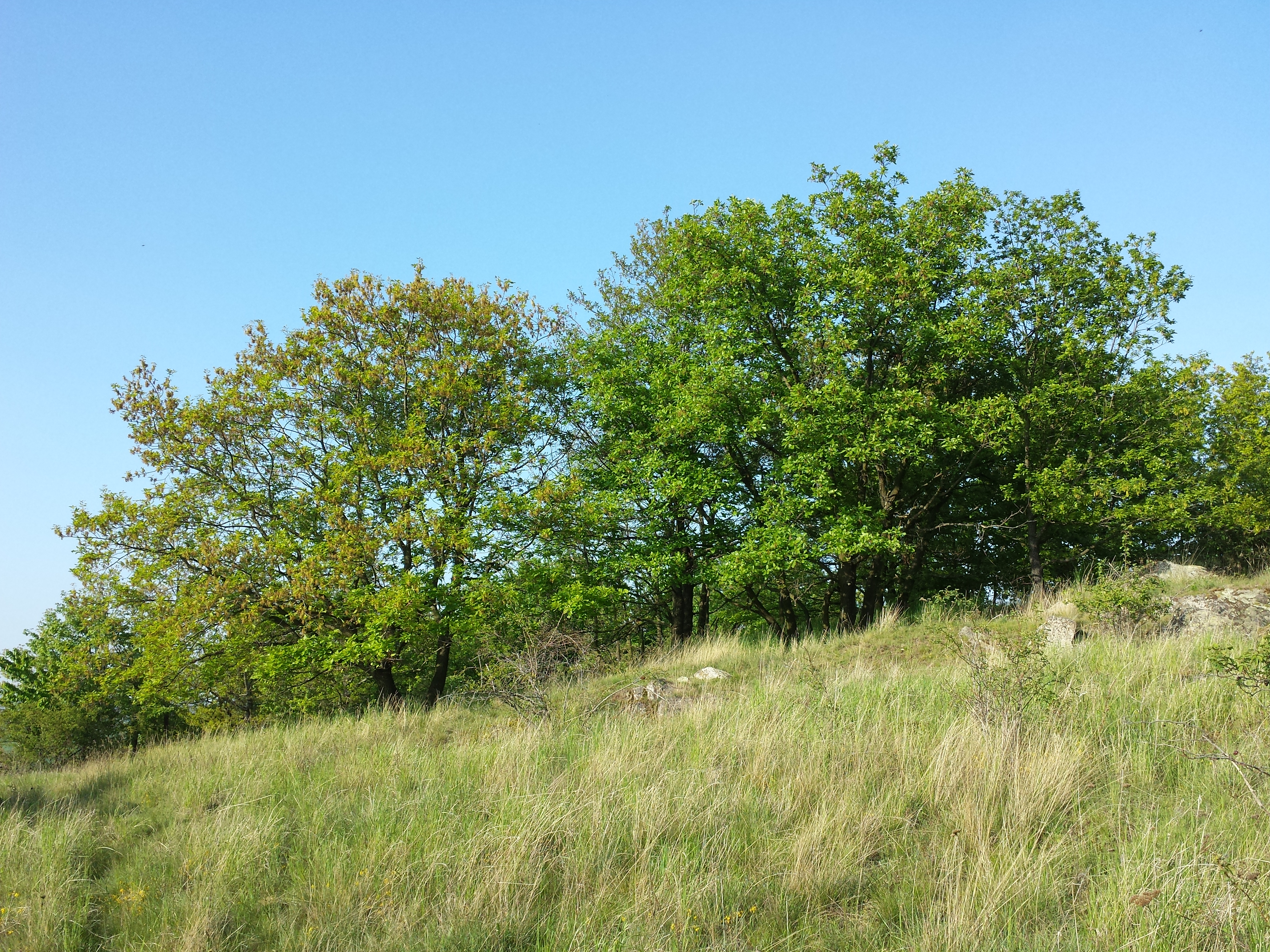
Roverella
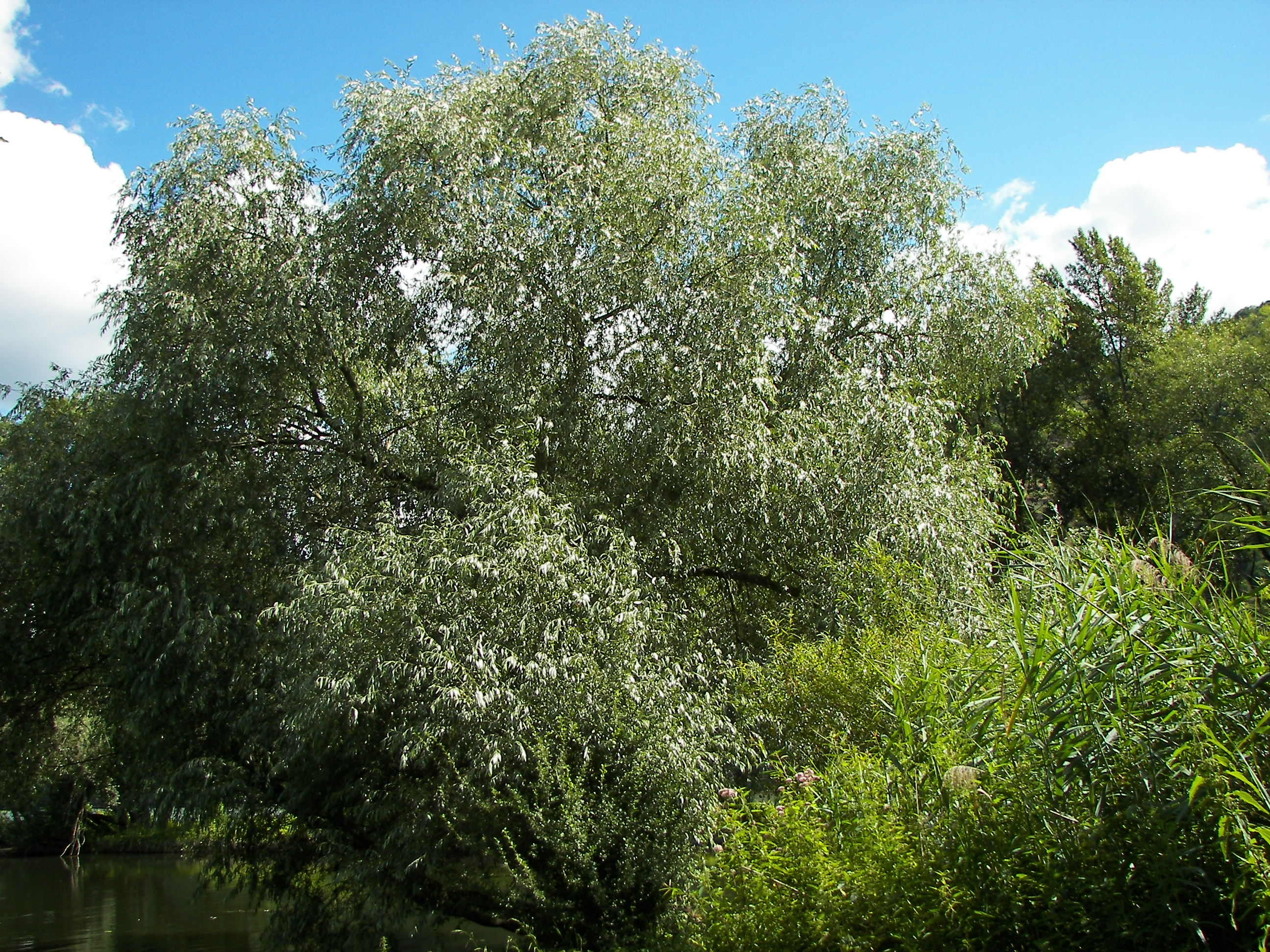
Salice bianco
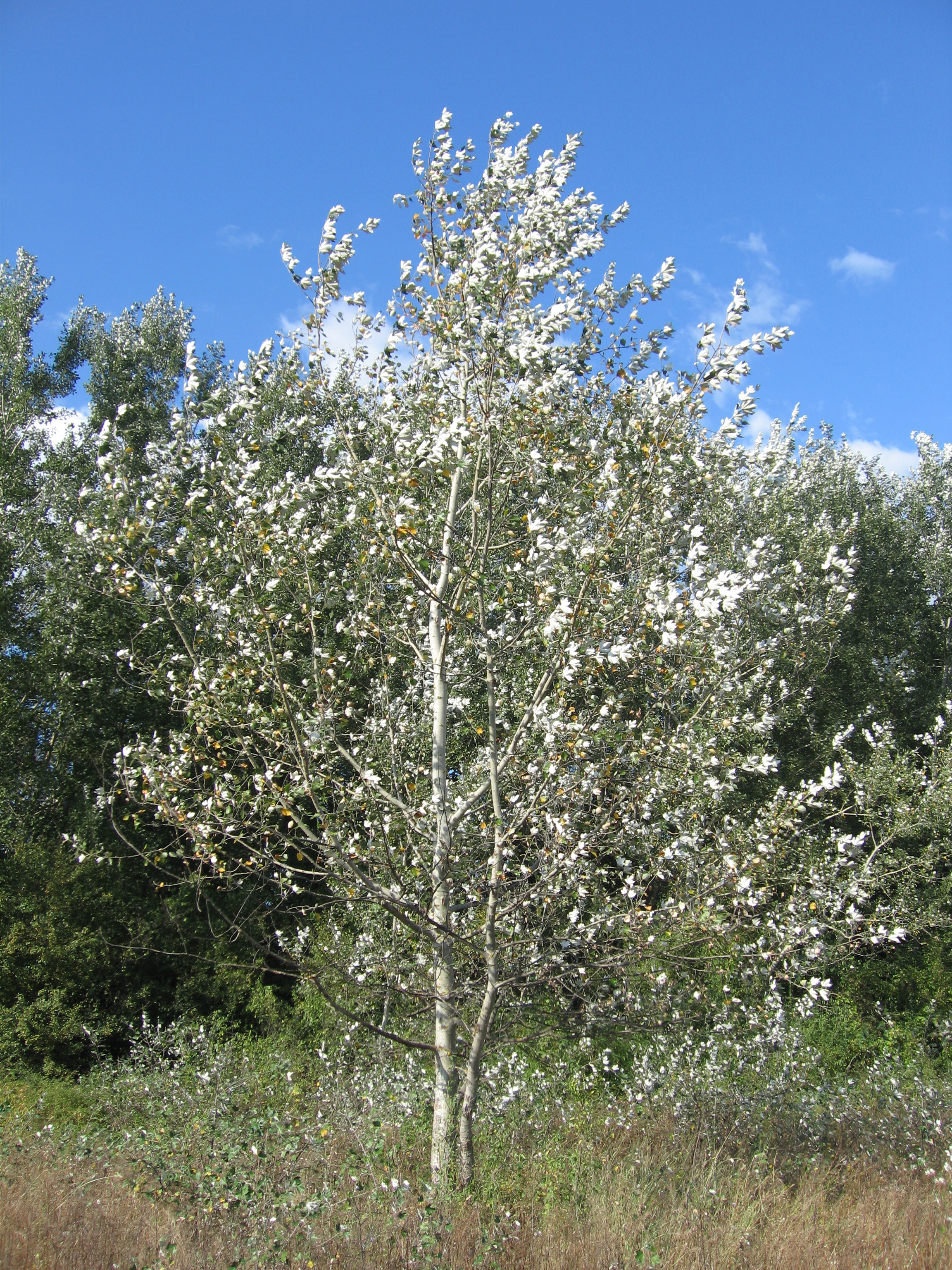
Pioppo bianco

## Flora
Nell’area sono presenti, fra le altre, alcune specie di piante di importanza floristico vegetazionale a livello regionale: Digitale dell’Appennino (Digitalis micrantha), Poligala gialla (Polygala flavescens), Polmonaria della Vallarsa (Pulmonaria vallarsae),  Salice appenninico (Salix apennina), Pungitopo (Ruscus aculeatus).

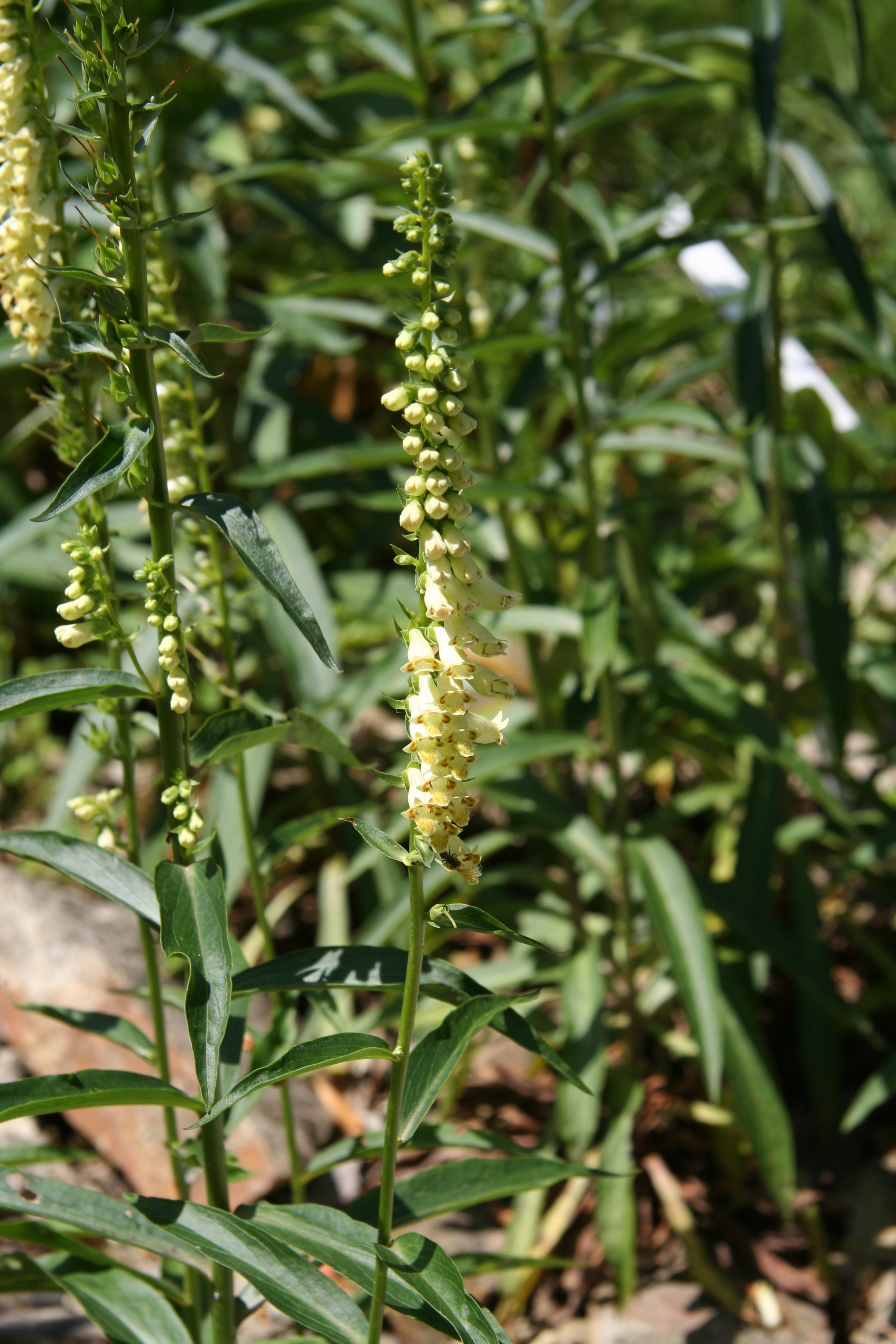
Digitale dell’Appennino
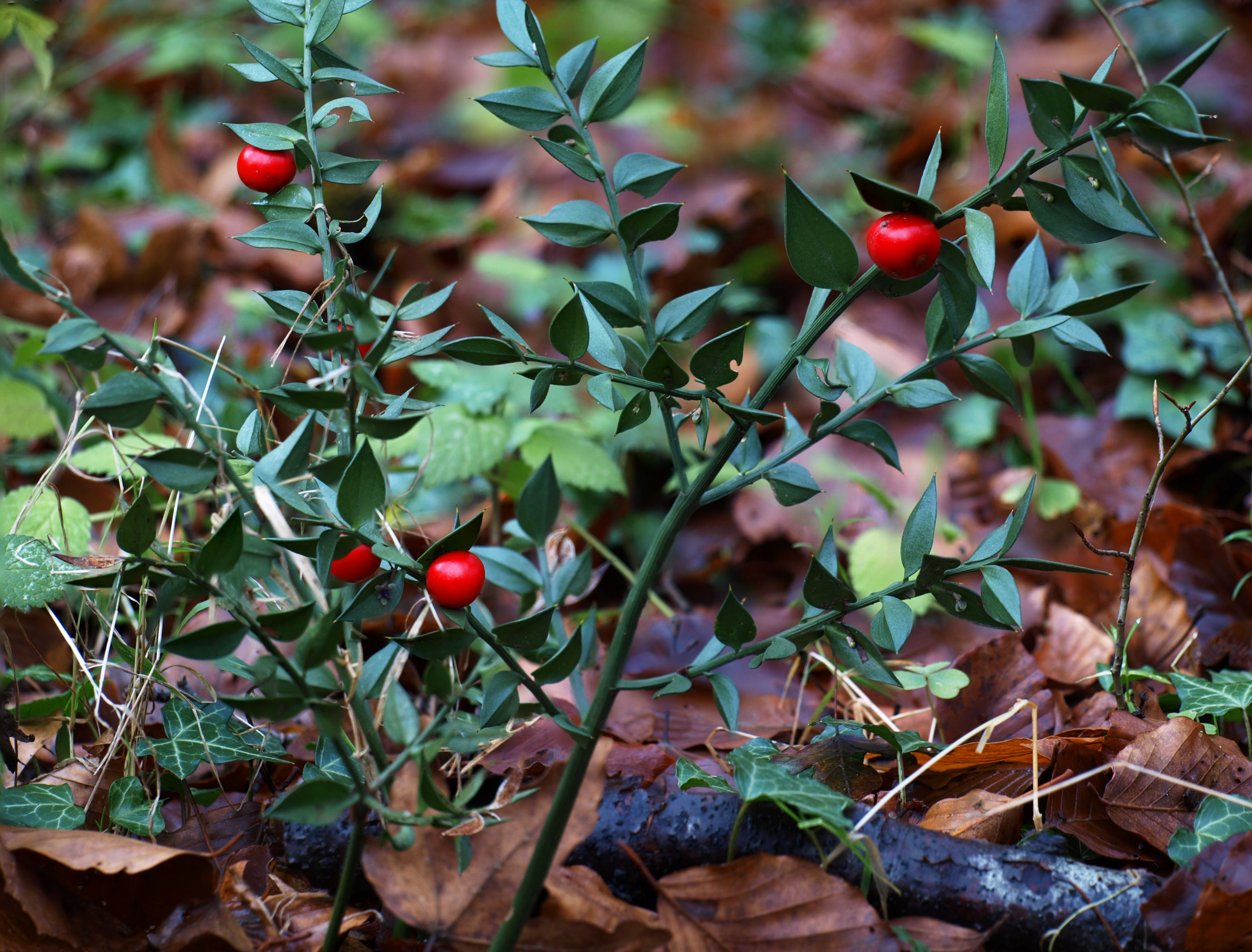
Pungitopo

## Fauna
Sono numerose le specie animali di interesse comunitario e conservazionistico segnalate all’interno del sito Natura 2000.

### Invertebrati
Per le caratteristiche ecologiche ben conservate, l’area presenta gli habitat ideali per alcune specie di farfalle rare e a rischio: la Zerinzia (Zerynthia polyxena) e la Eufidriade di Provenza (Euphydryas (Eurodryas, Hypodryas) aurinia). Nei boschi ben conservati, con alberi vecchi e marcescenti sono presenti due specie di Coleotteri di interesse comunitario: il Cervo volante (Lucanus cervus) e il Cerambice della quercia (Cerambyx cerdo).

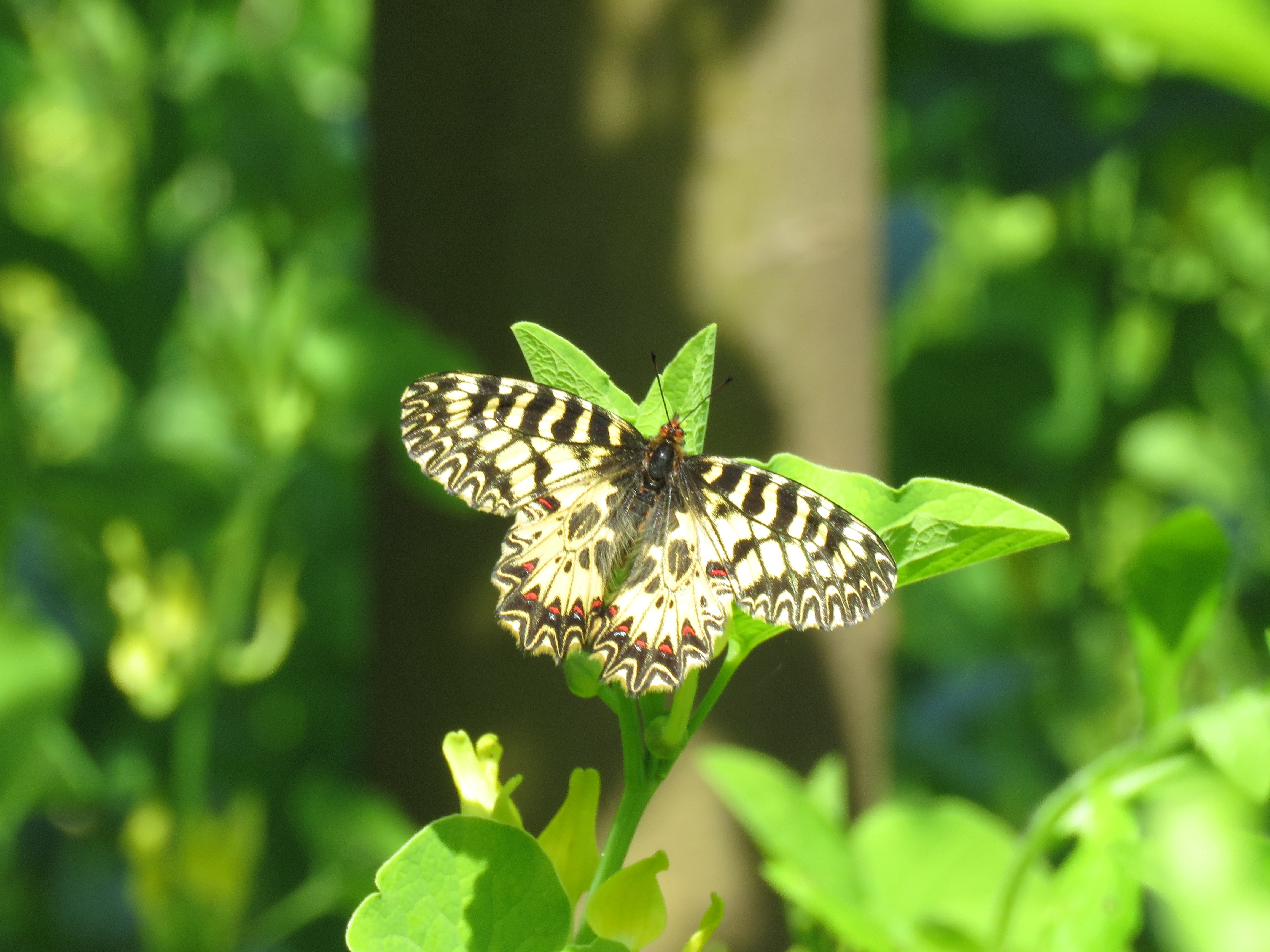
Zerinzia
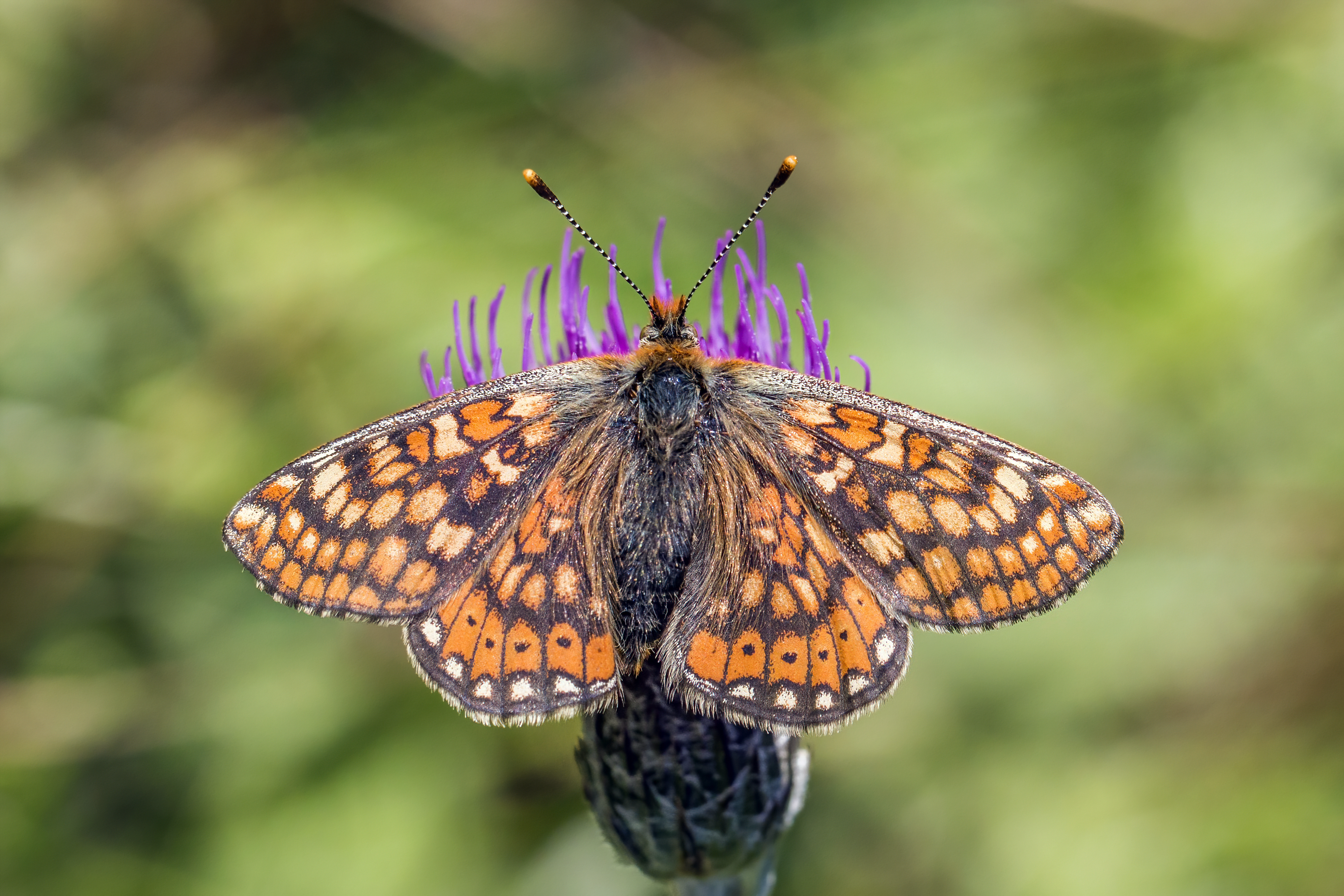
Eufidriade di Provenza
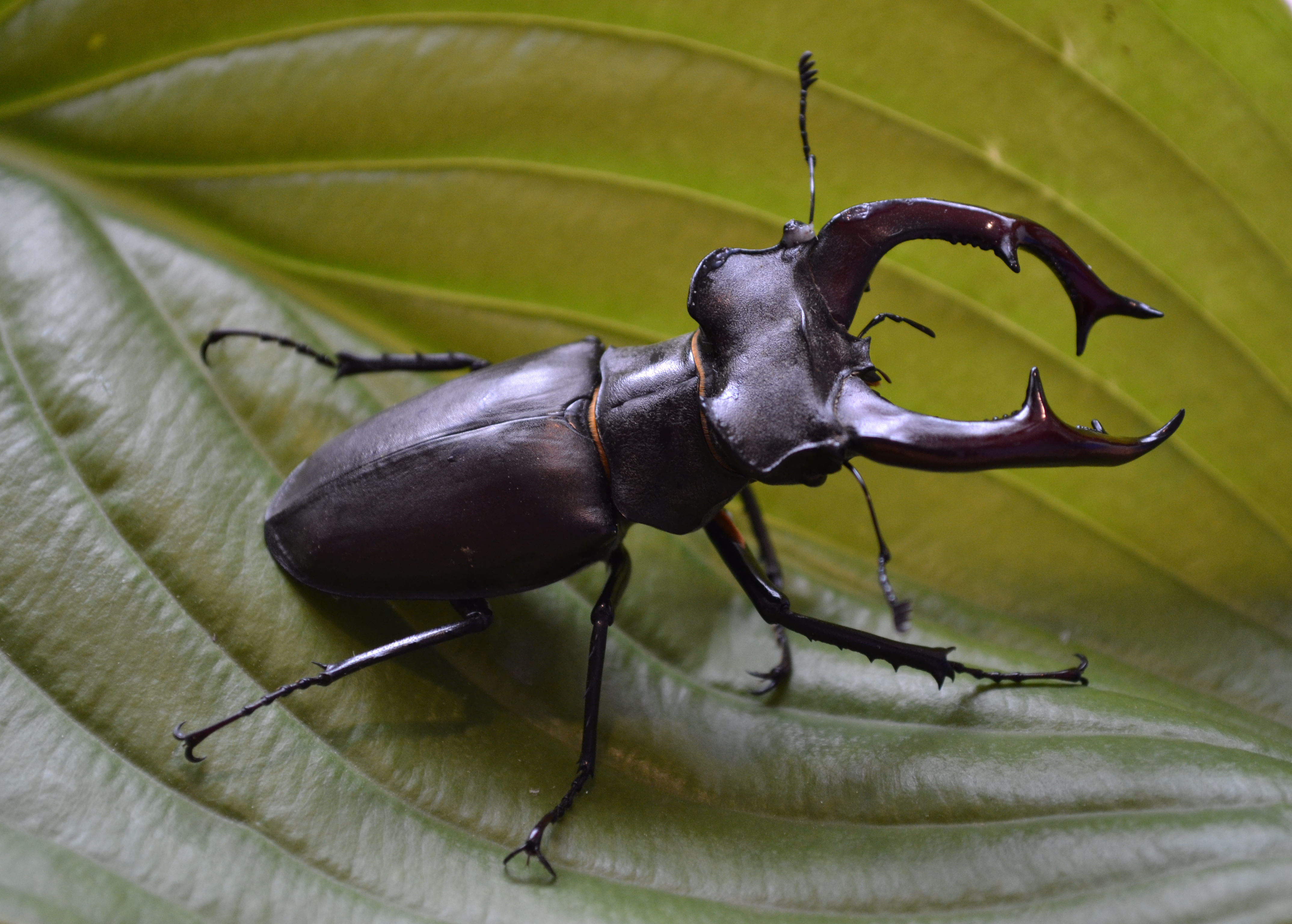
Cervo volante
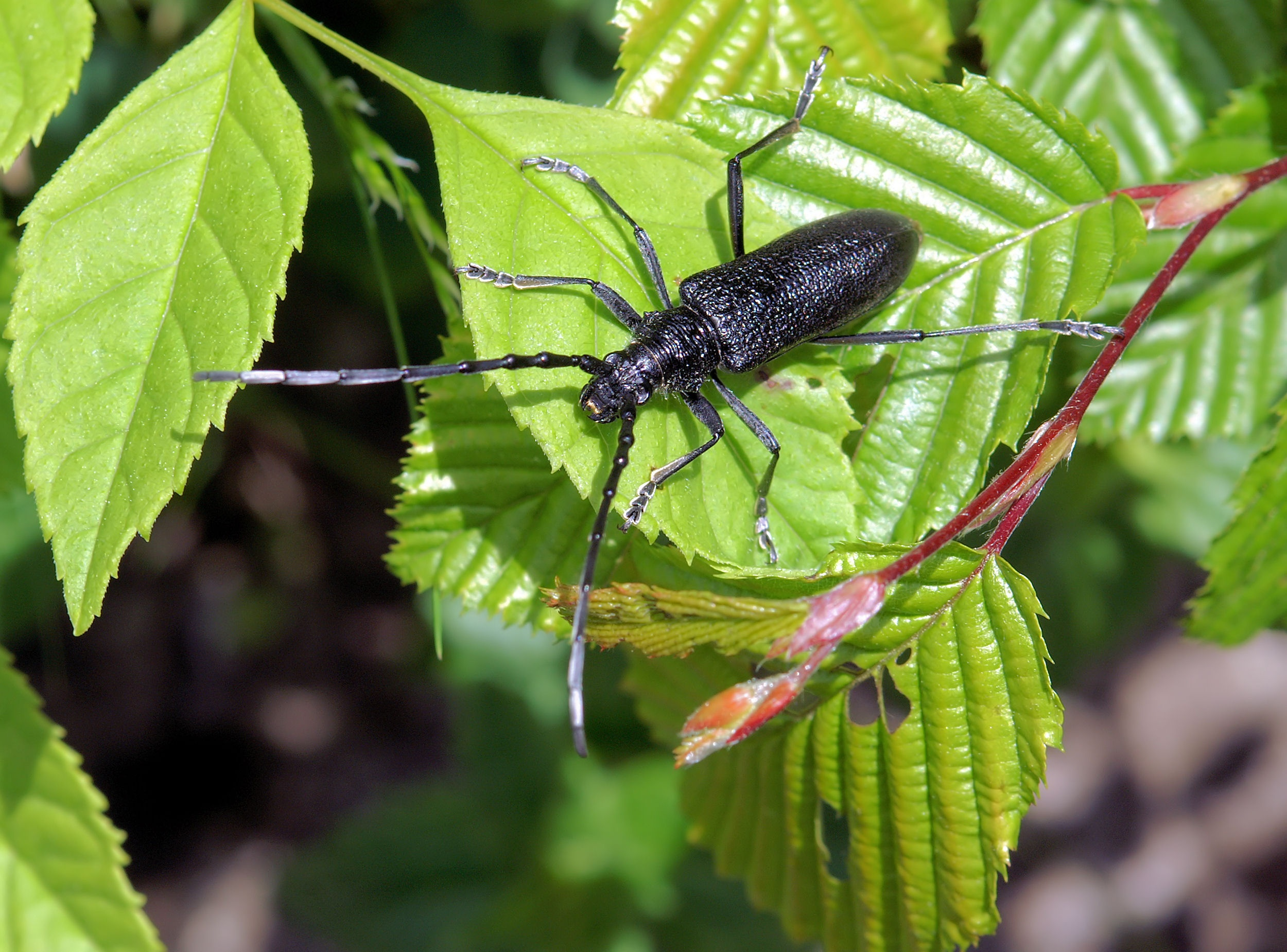
Cerambice della quercia

### Anfibi
Fra gli Anfibi nell’area è segnalata la presenza del Tritone crestato (Triturus carnifex), che frequenta i boschi con piccoli specchi d’acqua (spesso lo si trova in antichi fontanili) dove si riproduce. La specie è minacciata a causa dell’inquinamento e delle trasformazioni ambientali che riducono la presenza delle zone più adatte alla riproduzione. Sono presenti anche il Tritone comune (Lissotriton vulgaris), il Rospo comune (Bufo bufo), la Rana di Berger (Pelophylax bergeri) e la Rana agile (Rana dalmatina), il cui stato di conservazione a livello nazionale è in peggioramento a causa delle trasformazioni ambientali operate dall’uomo.

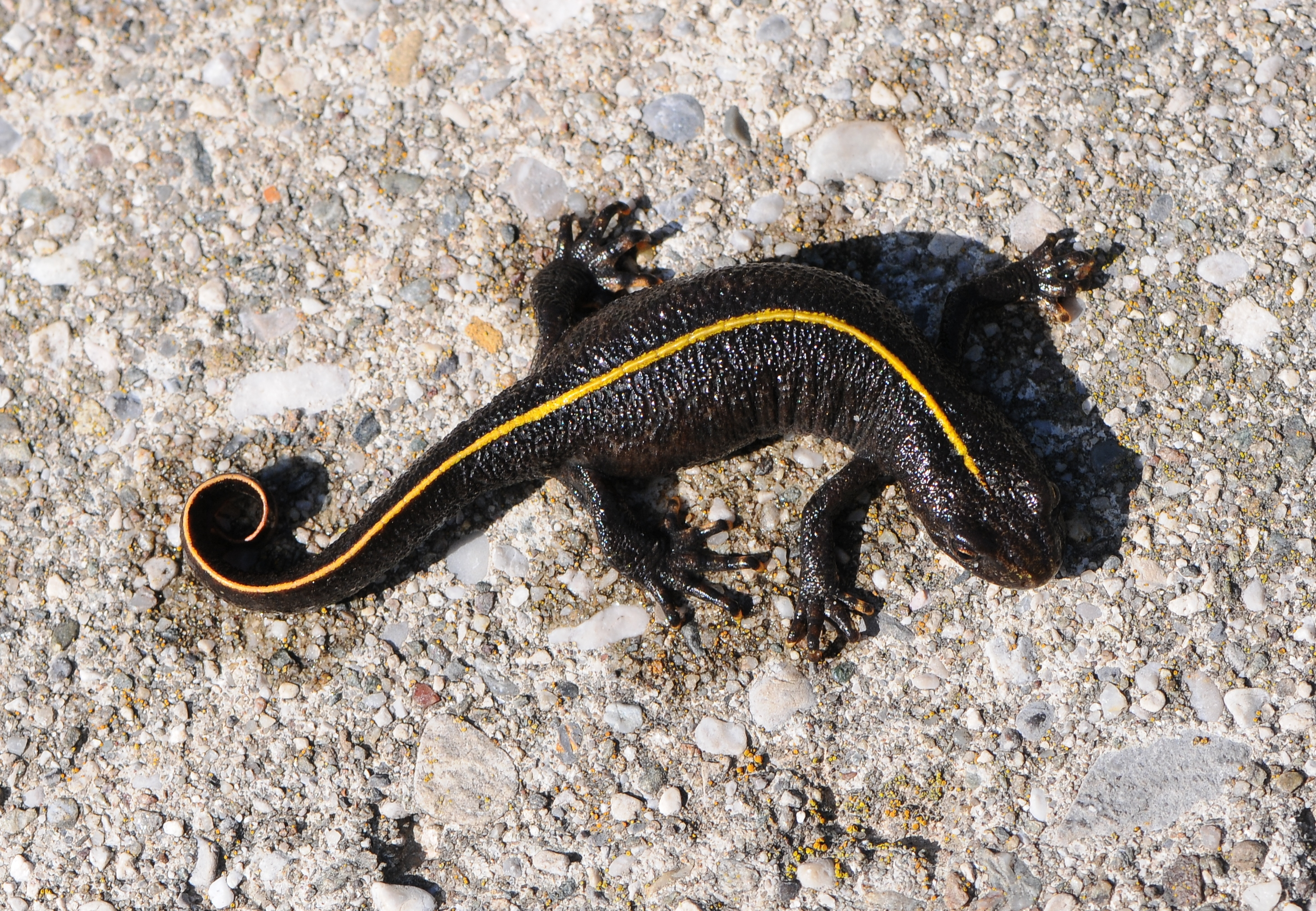
Tritone crestato
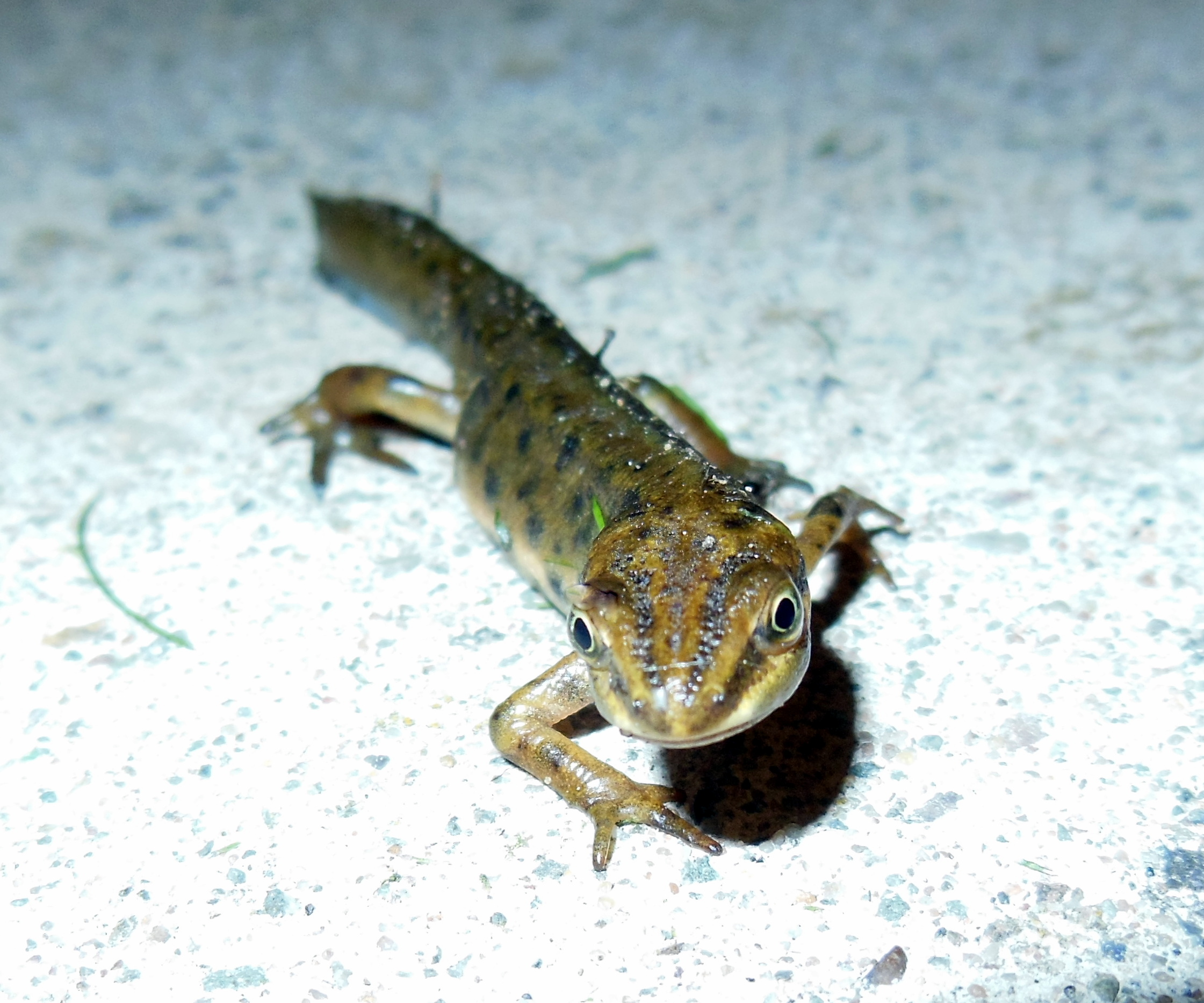
Tritone comune
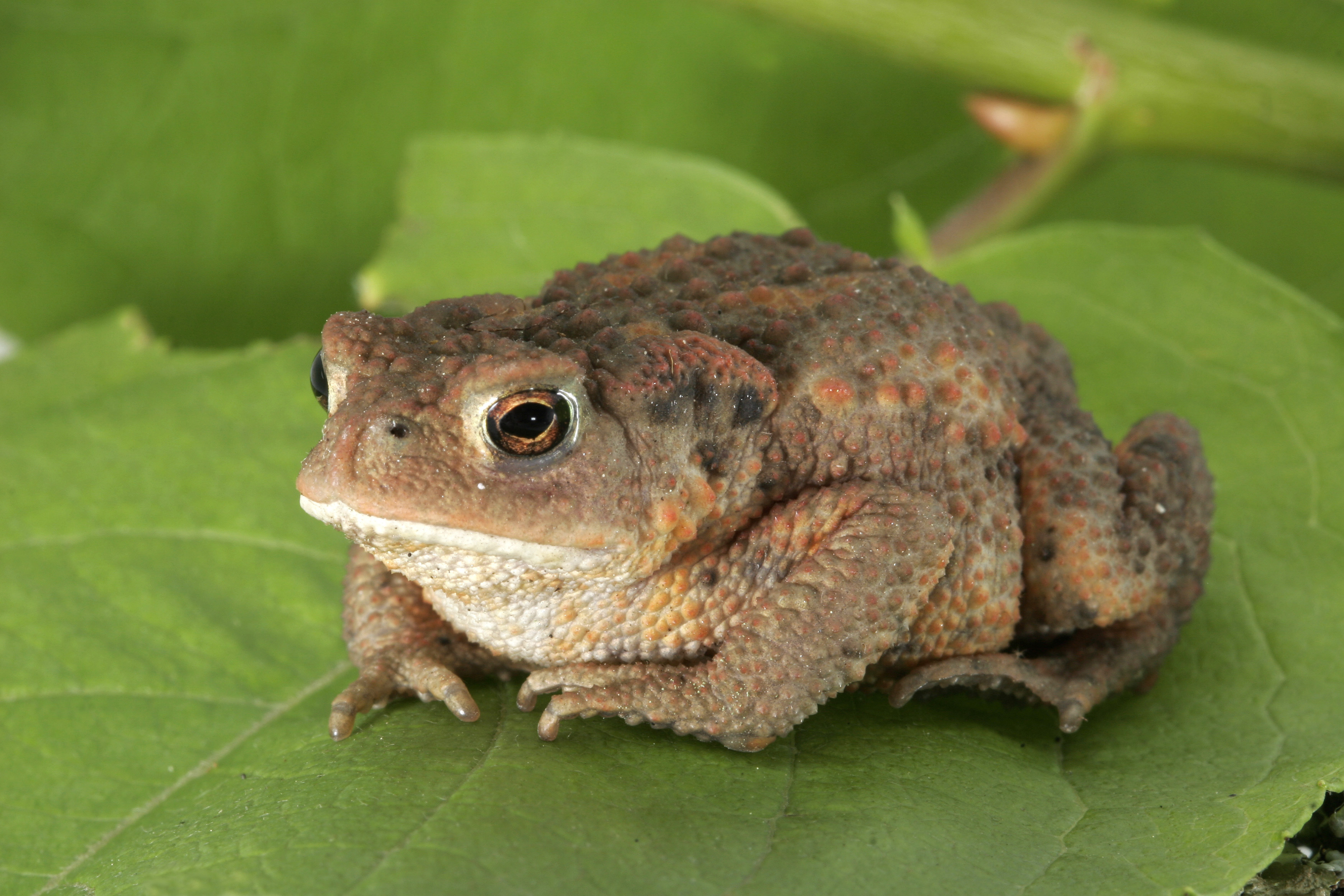
Rospo comune
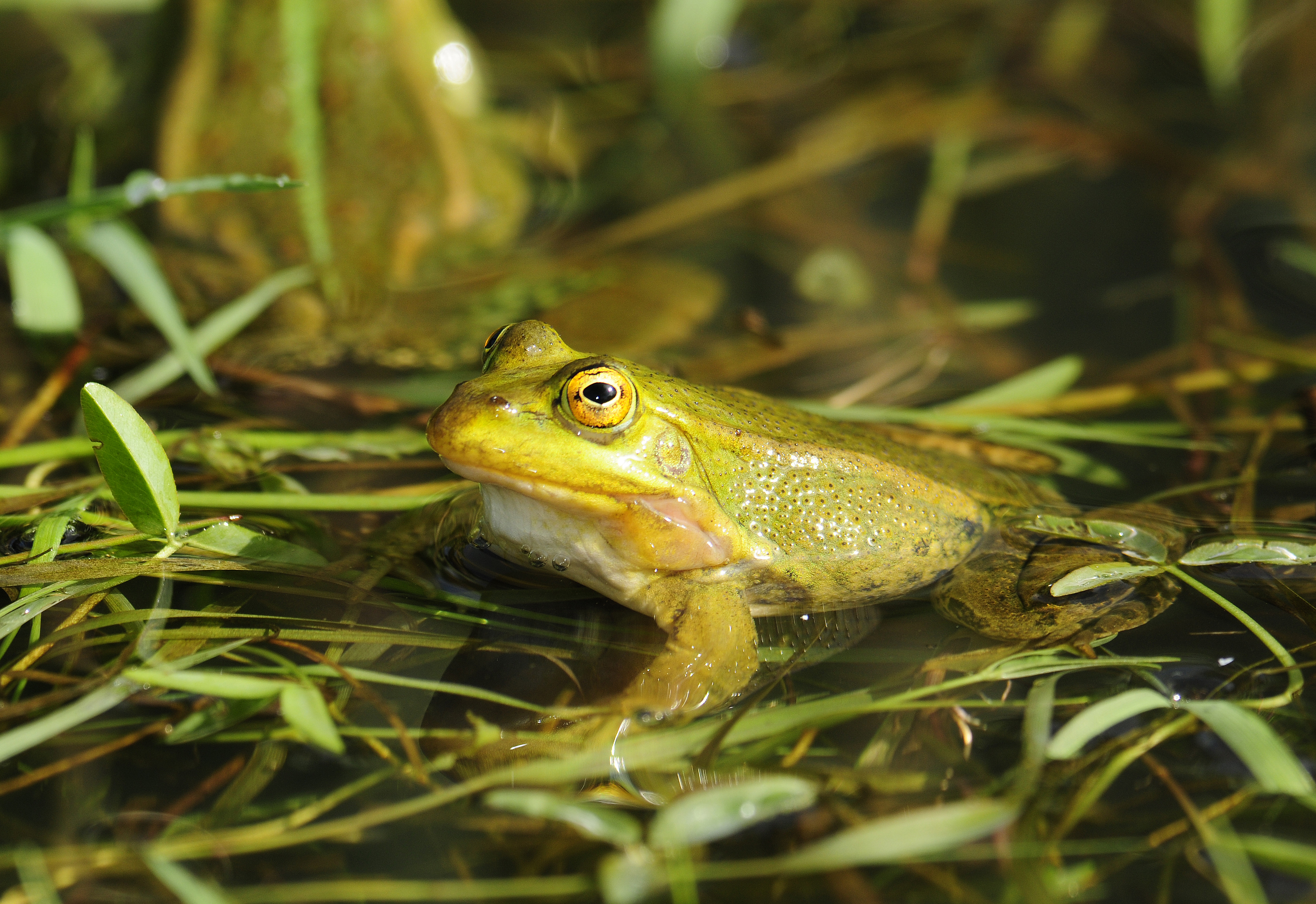
Rana di Berger
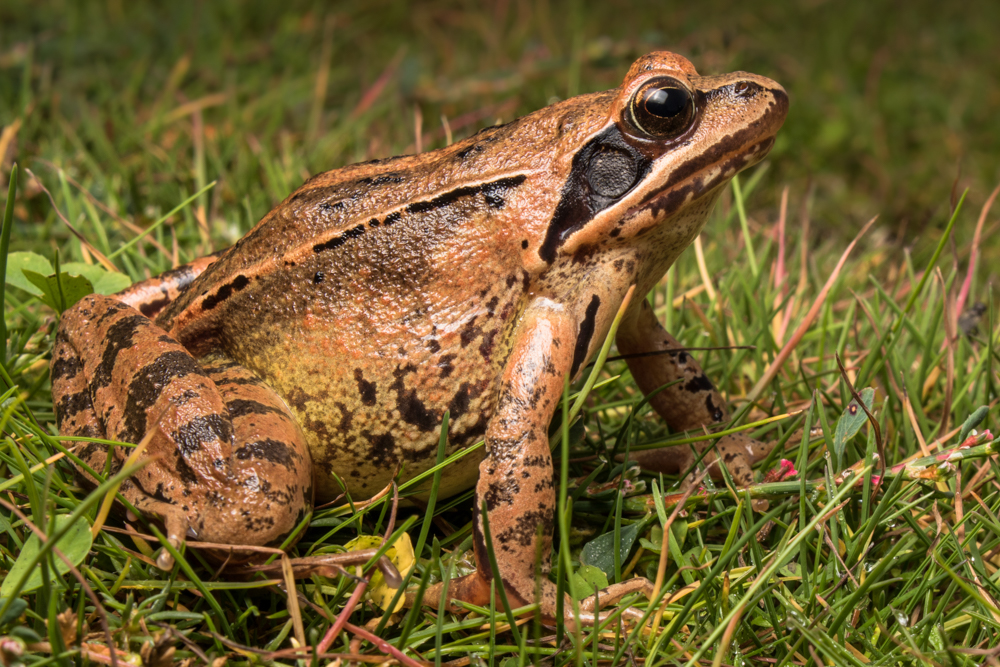
Rana agile

### Rettili
Fra i Rettili presenti nell’area, si ricordano il Ramarro occidentale (Lacerta bilineata), il Biacco (Coluber viridiflavus), la Lucertola muraiola (Podarcis muralis), la Lucertola campestre (Podarcis sicula), la Luscengola (Chalcides chalcides) e la Biscia dal collare (Natrix natrix).

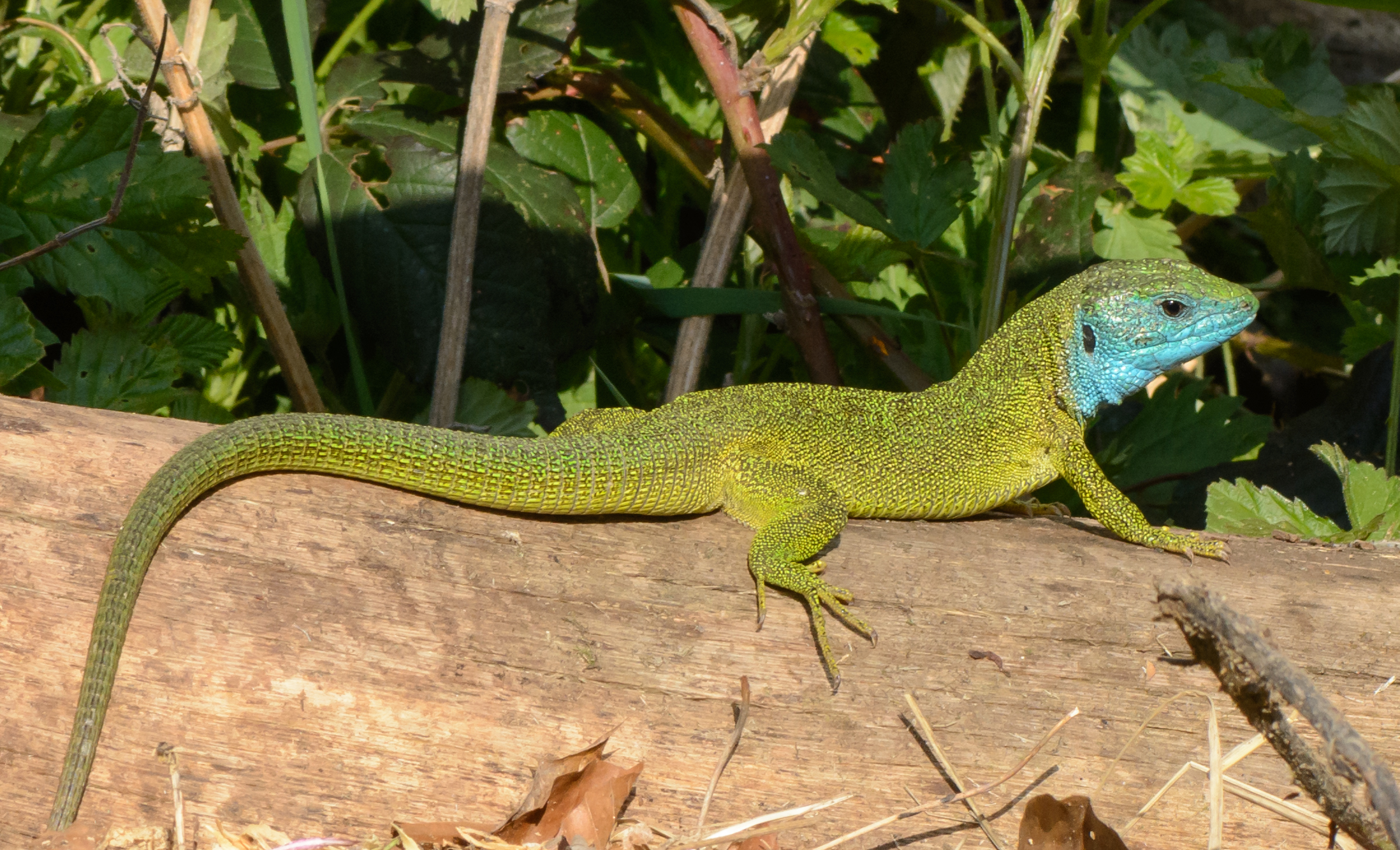
Ramarro occidentale
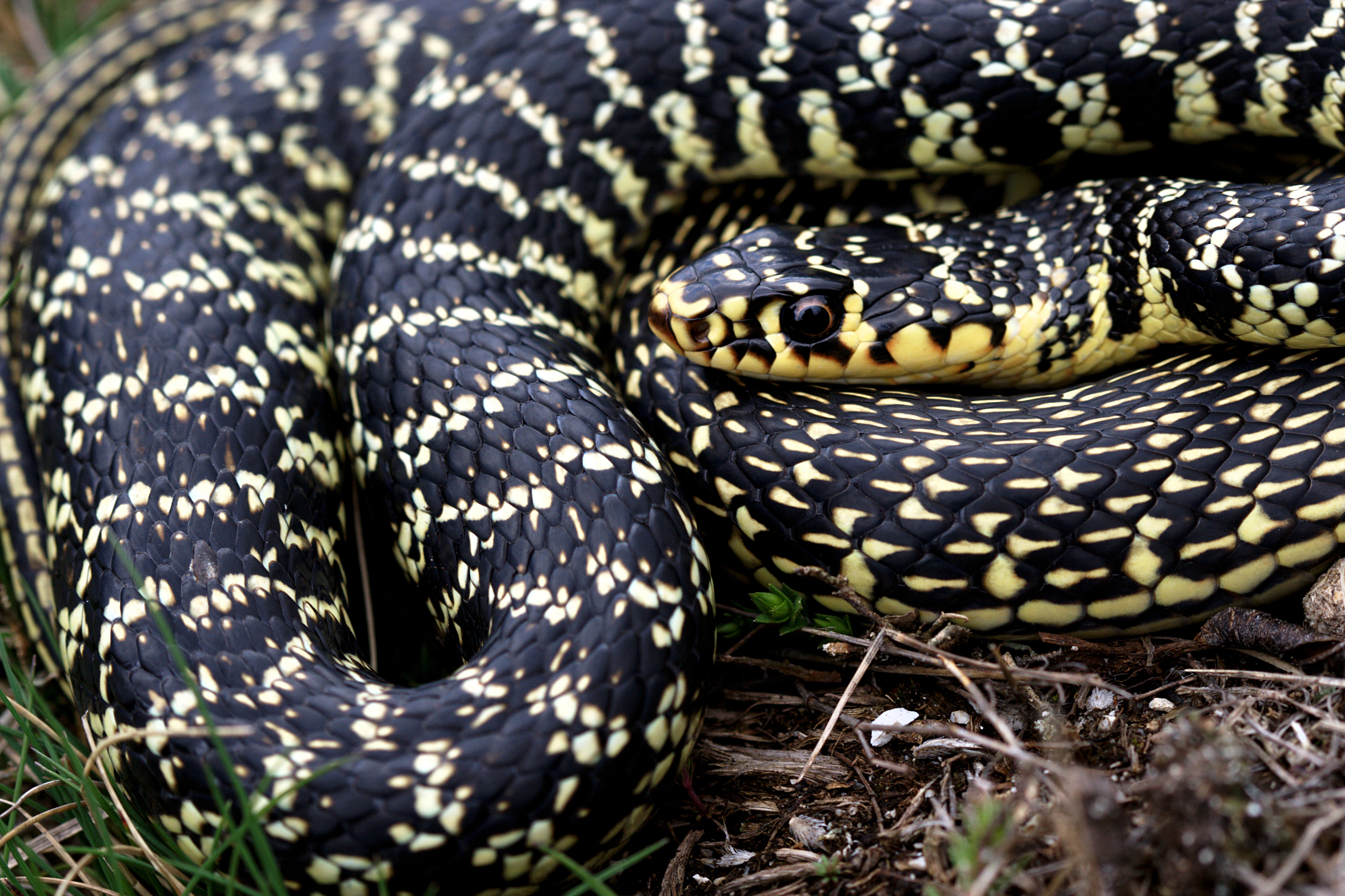
Biacco
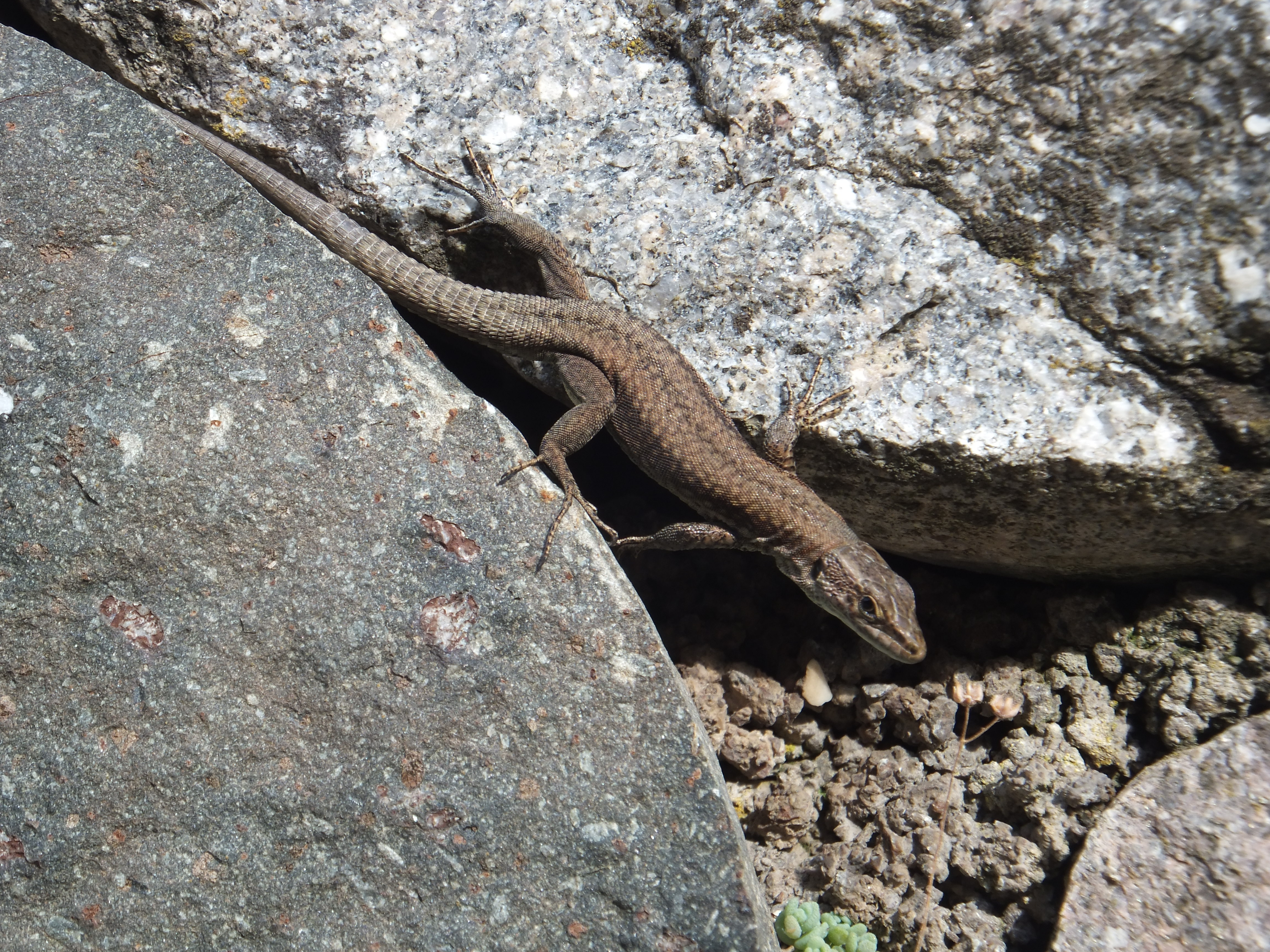
Lucertola muraiola
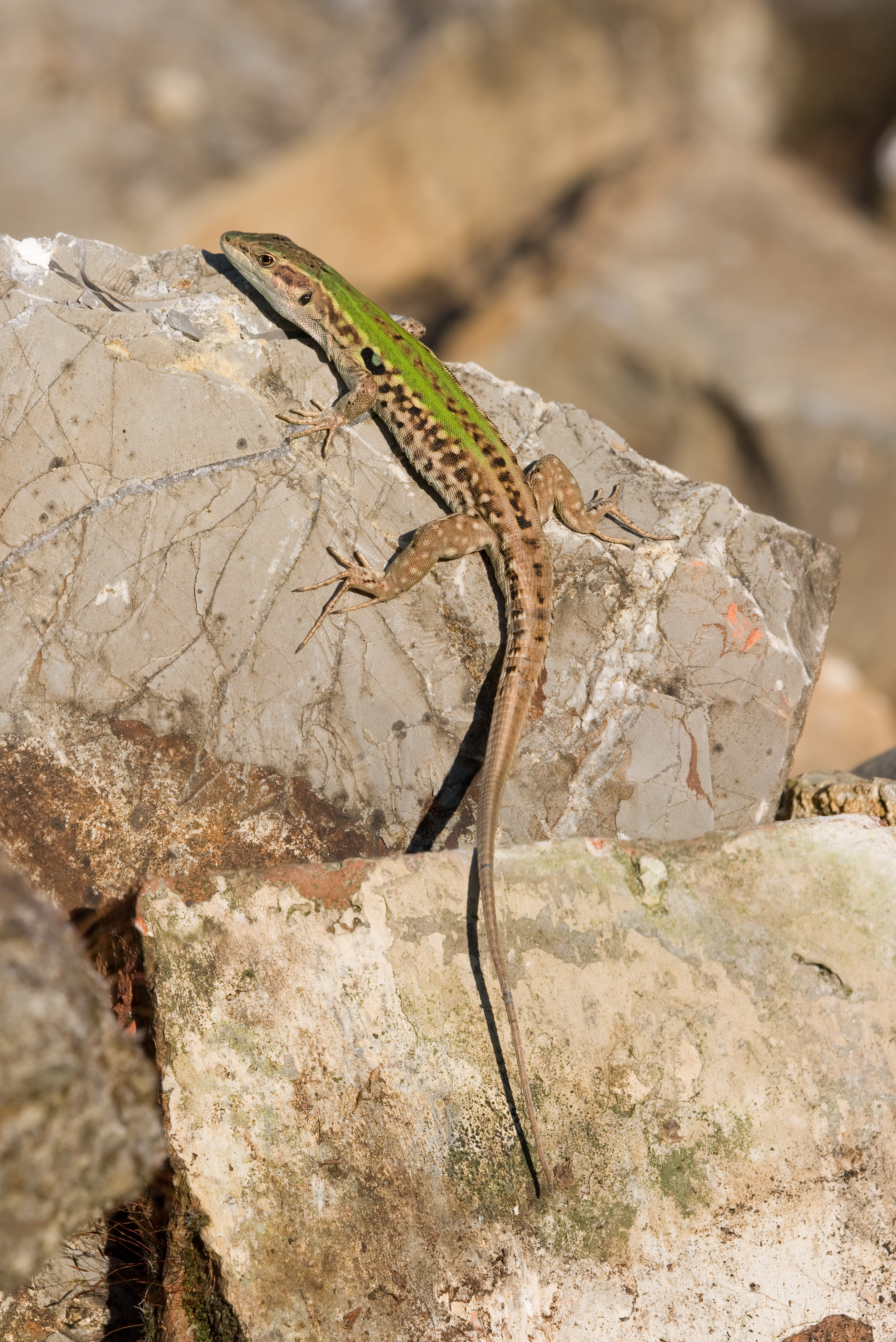
Lucertola campestre
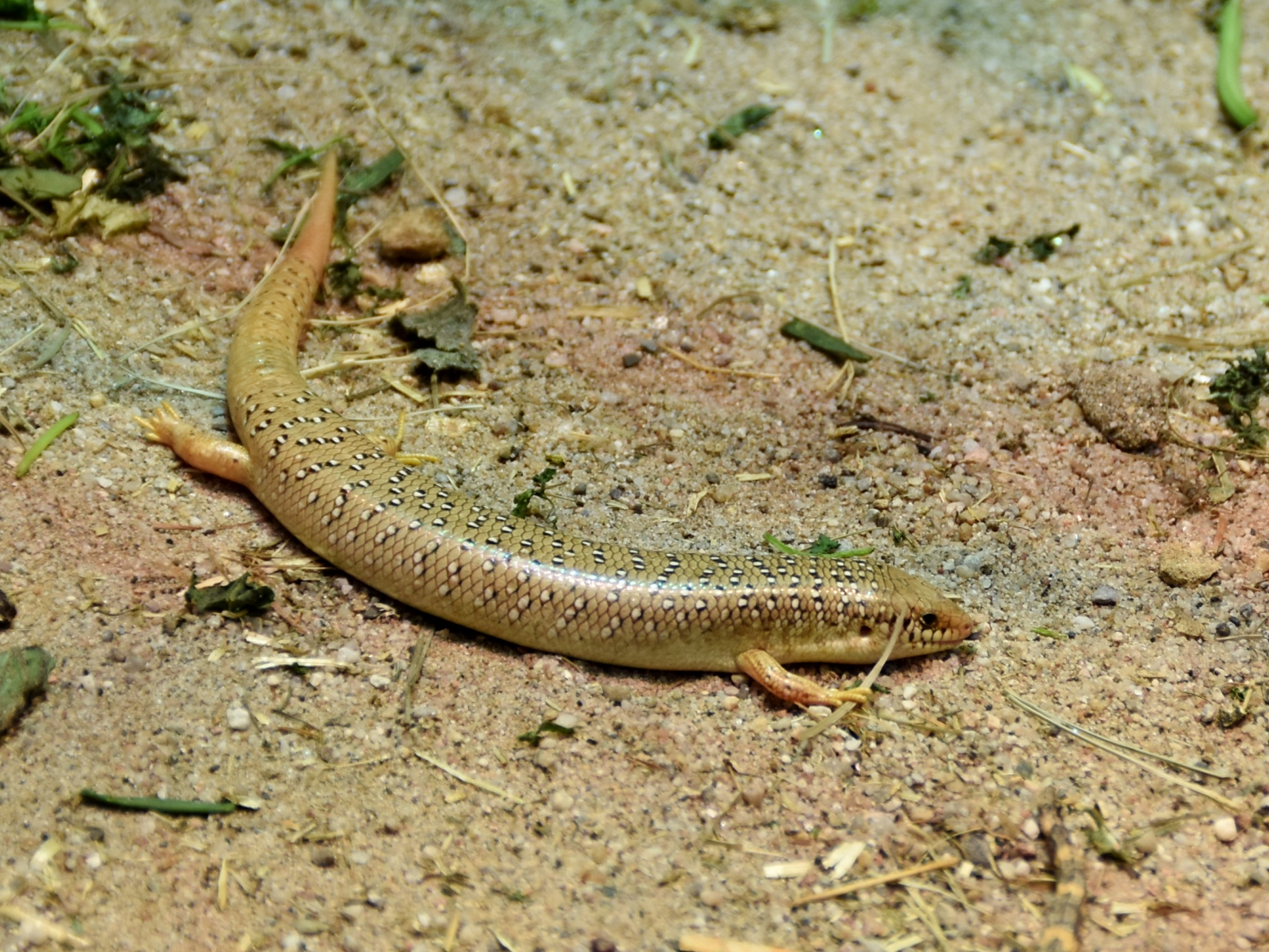
Luscengola
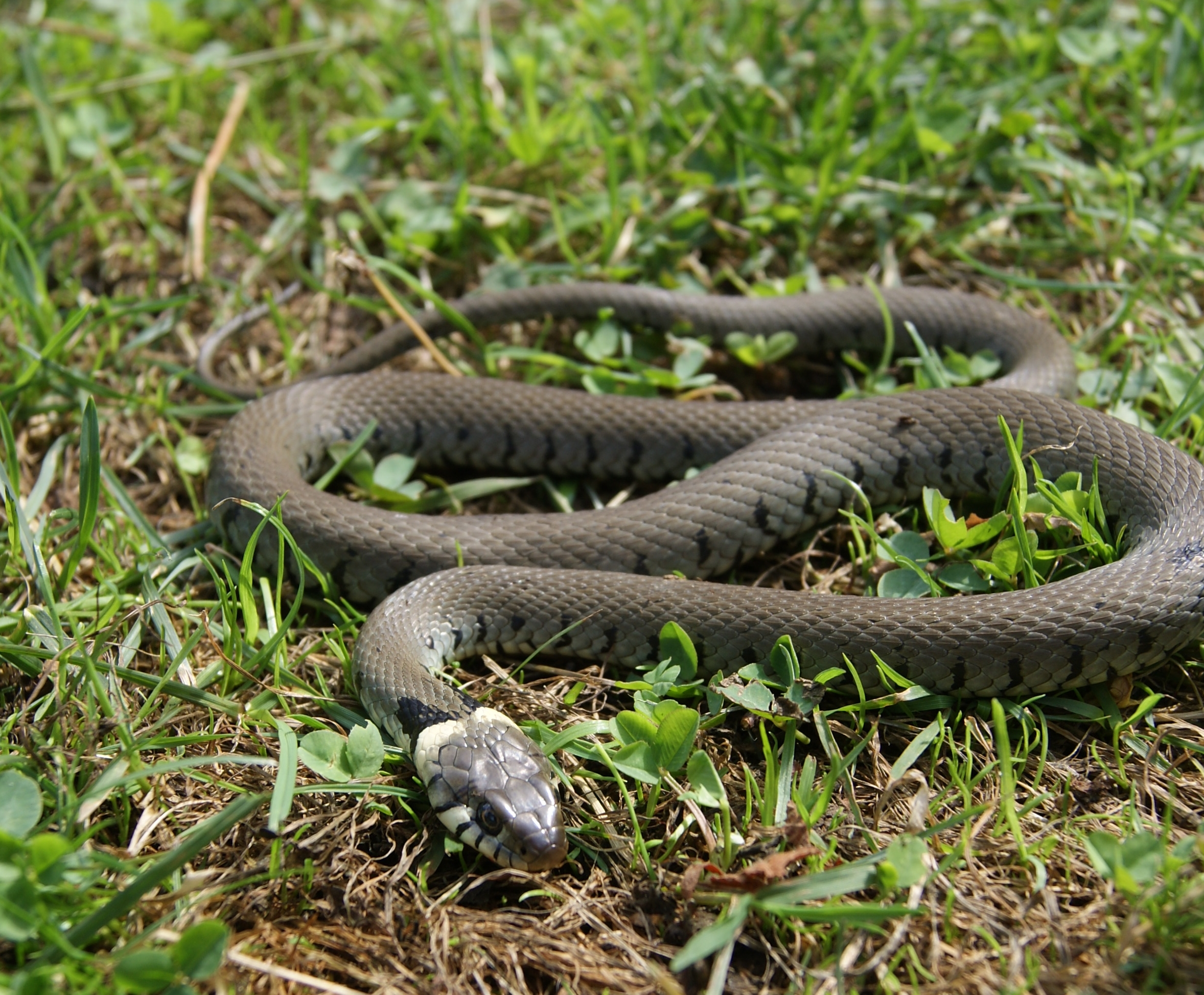
Biscia dal collare

### Mammiferi
Numerose specie di Mammiferi frequentano il paesaggio alto-collinare del sito Natura 2000, in particolare è segnalata la presenza del Lupo (Canis lupus italicus), della rara Puzzola (Mustela putorius), dell’Istrice (Hystrix cristata), dello Scoiattolo (Sciurus vulgaris, sottospecie italicus), della Faina (Martes foina), del Tasso (Meles meles), della Donnola (Mustela nivalis) e del Capriolo (Capreolus capreolus).

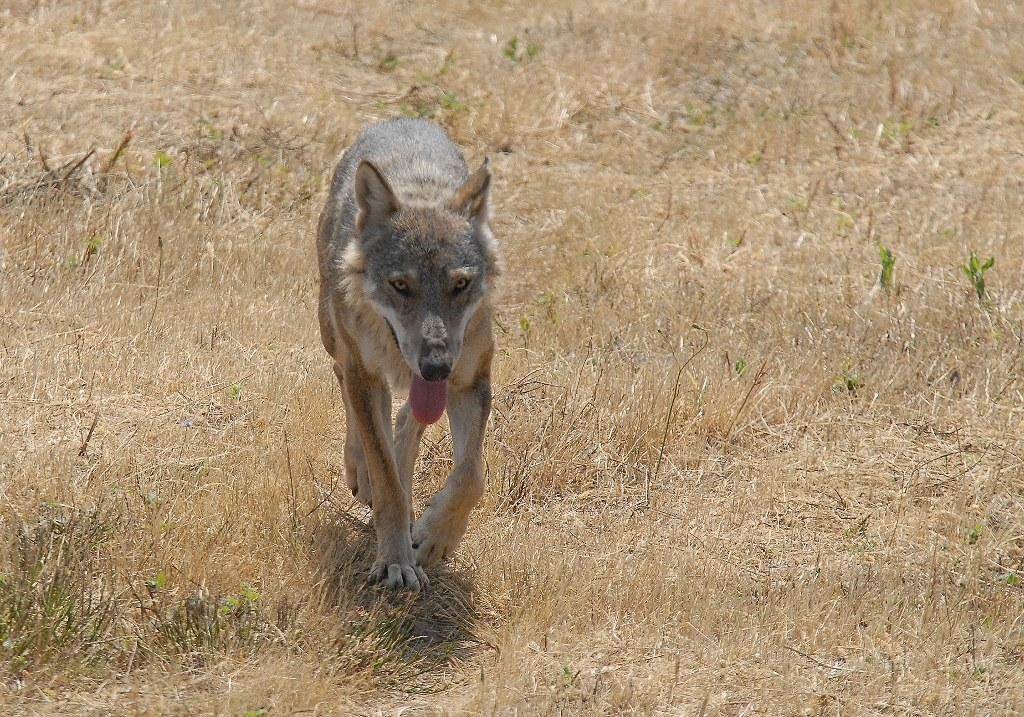
Lupo
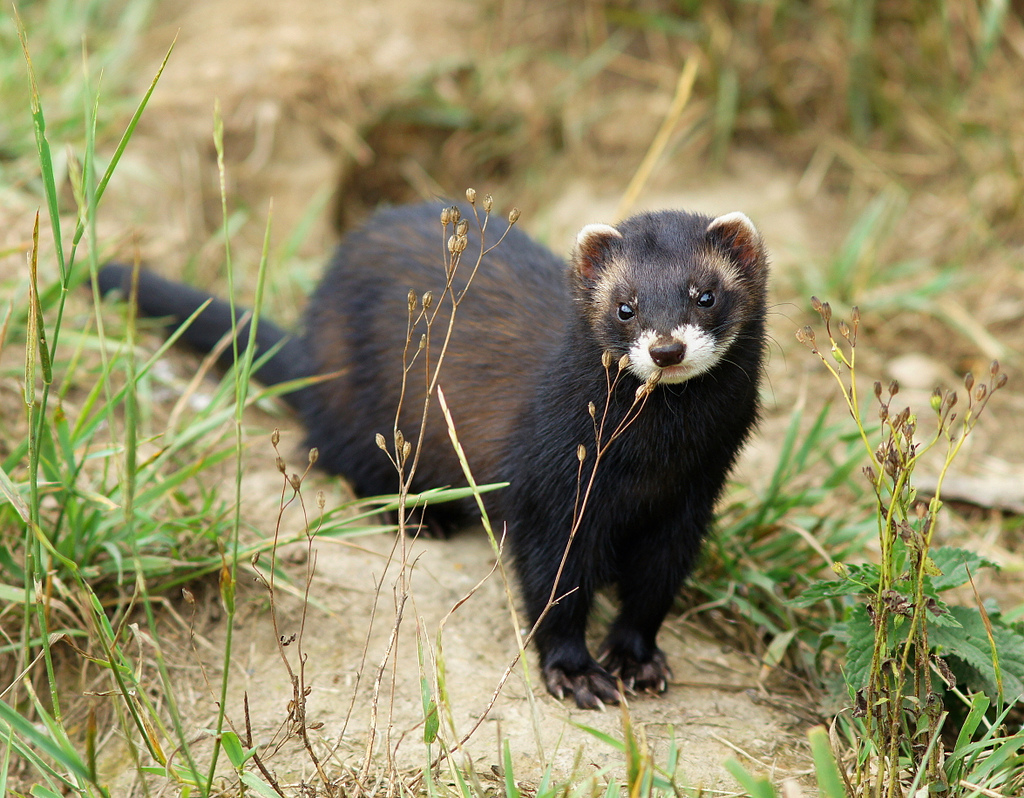
Puzzola
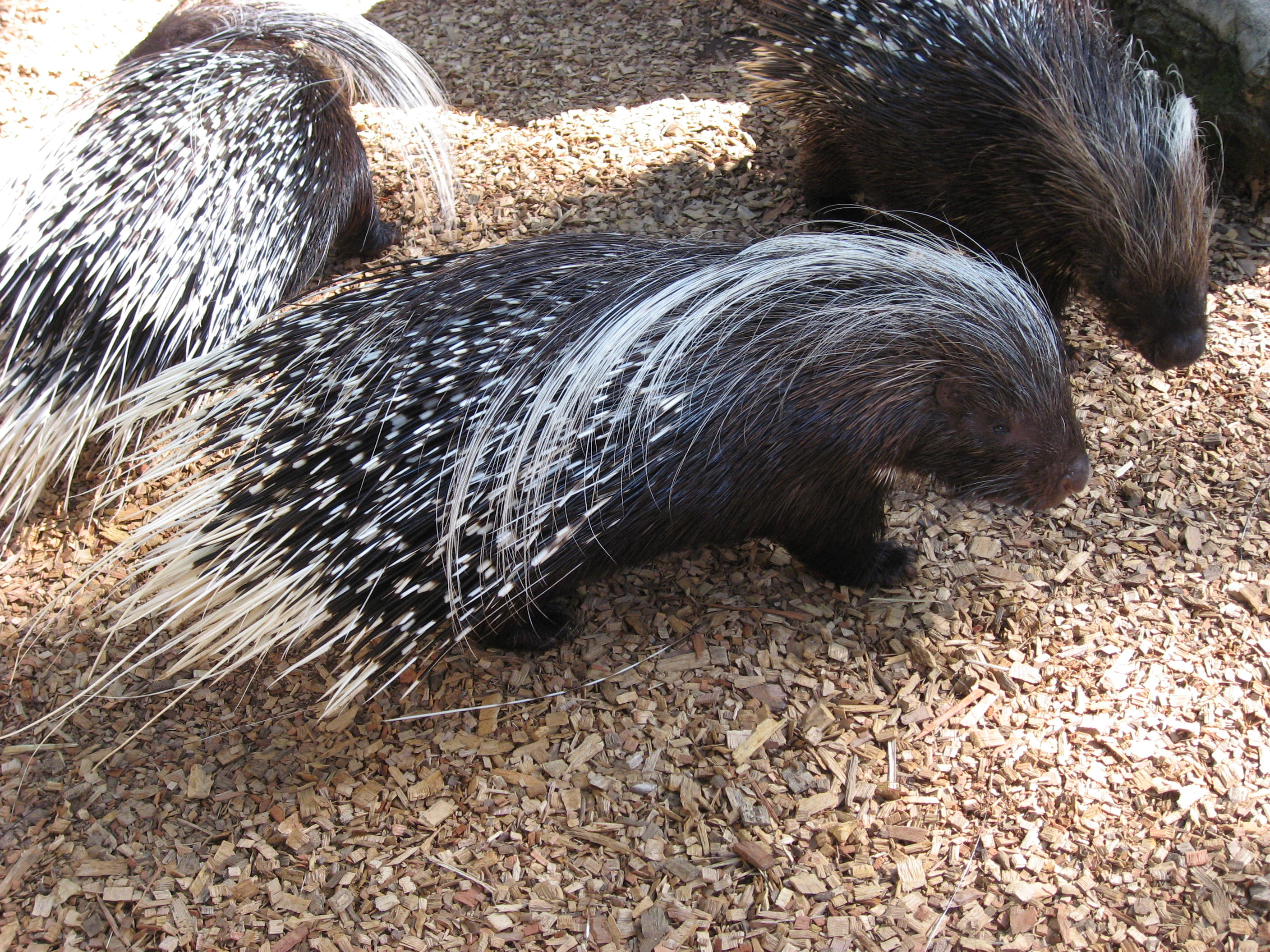
Istrice
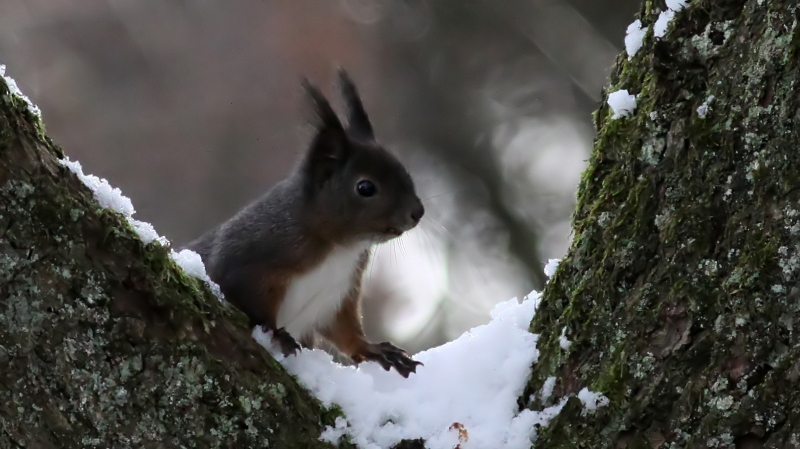
Scoiattolo
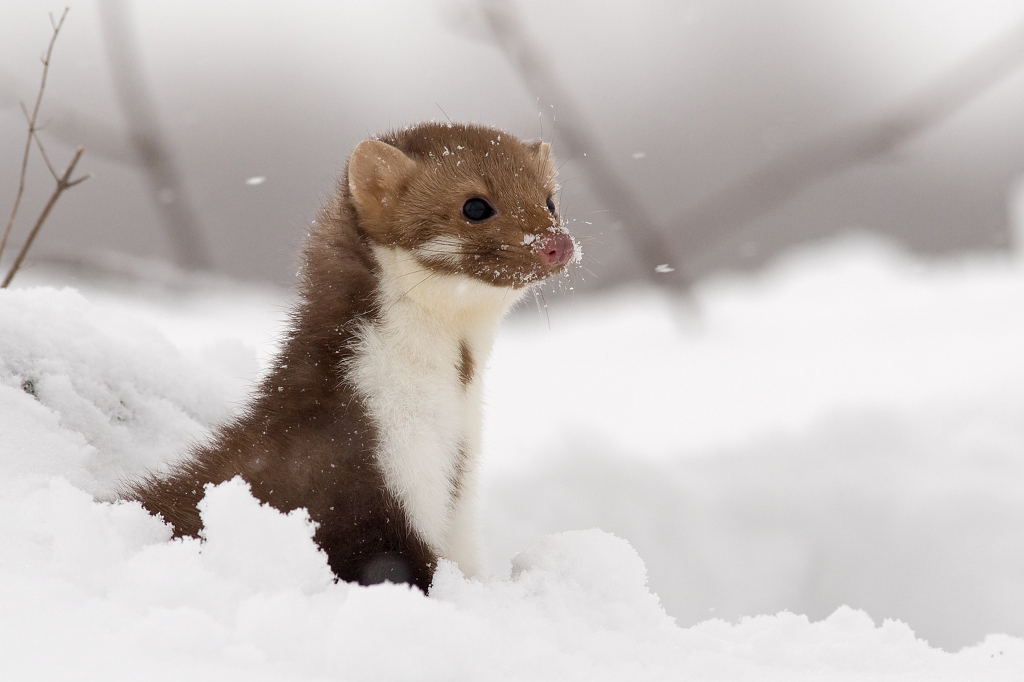
Faina
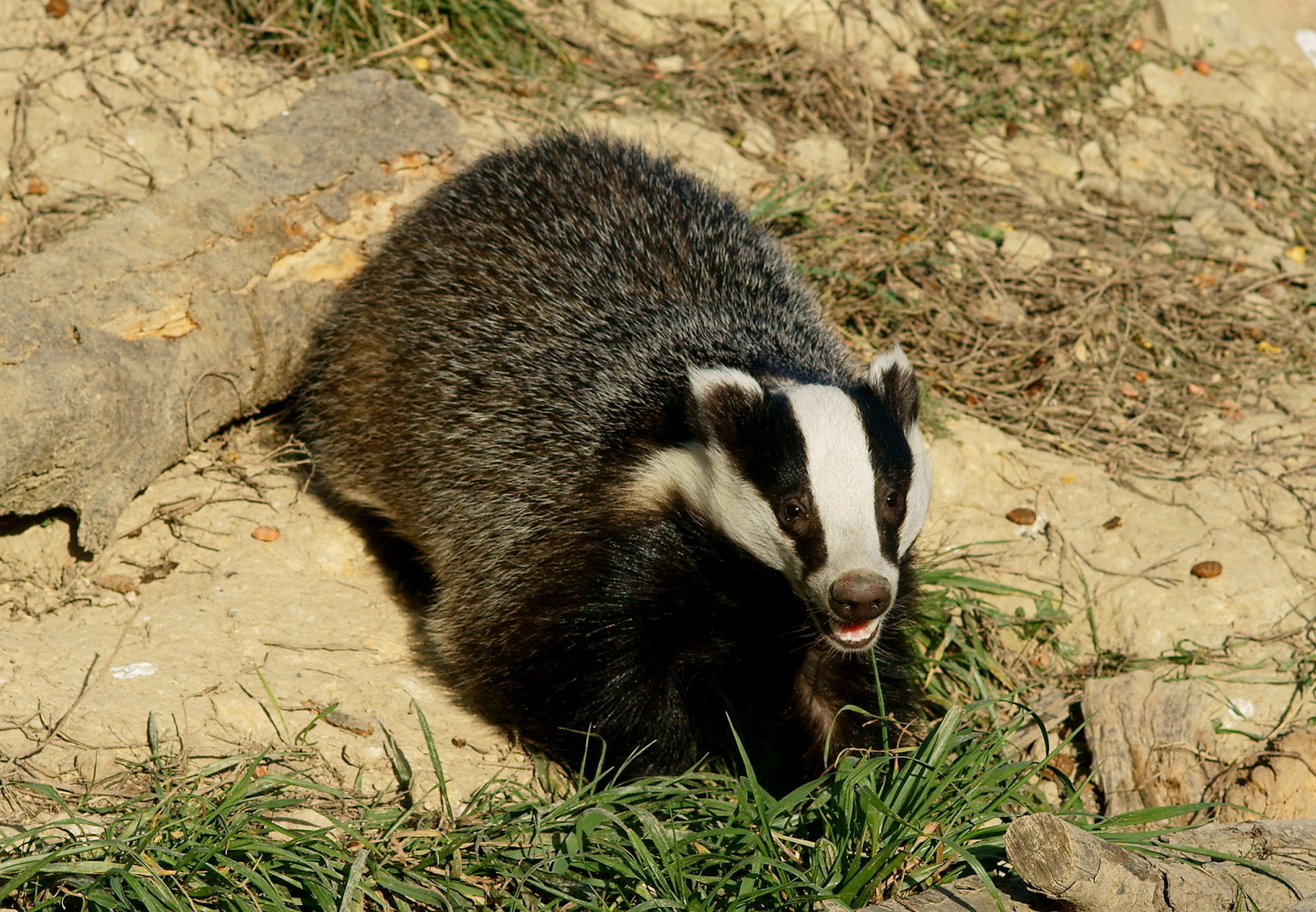
Tasso
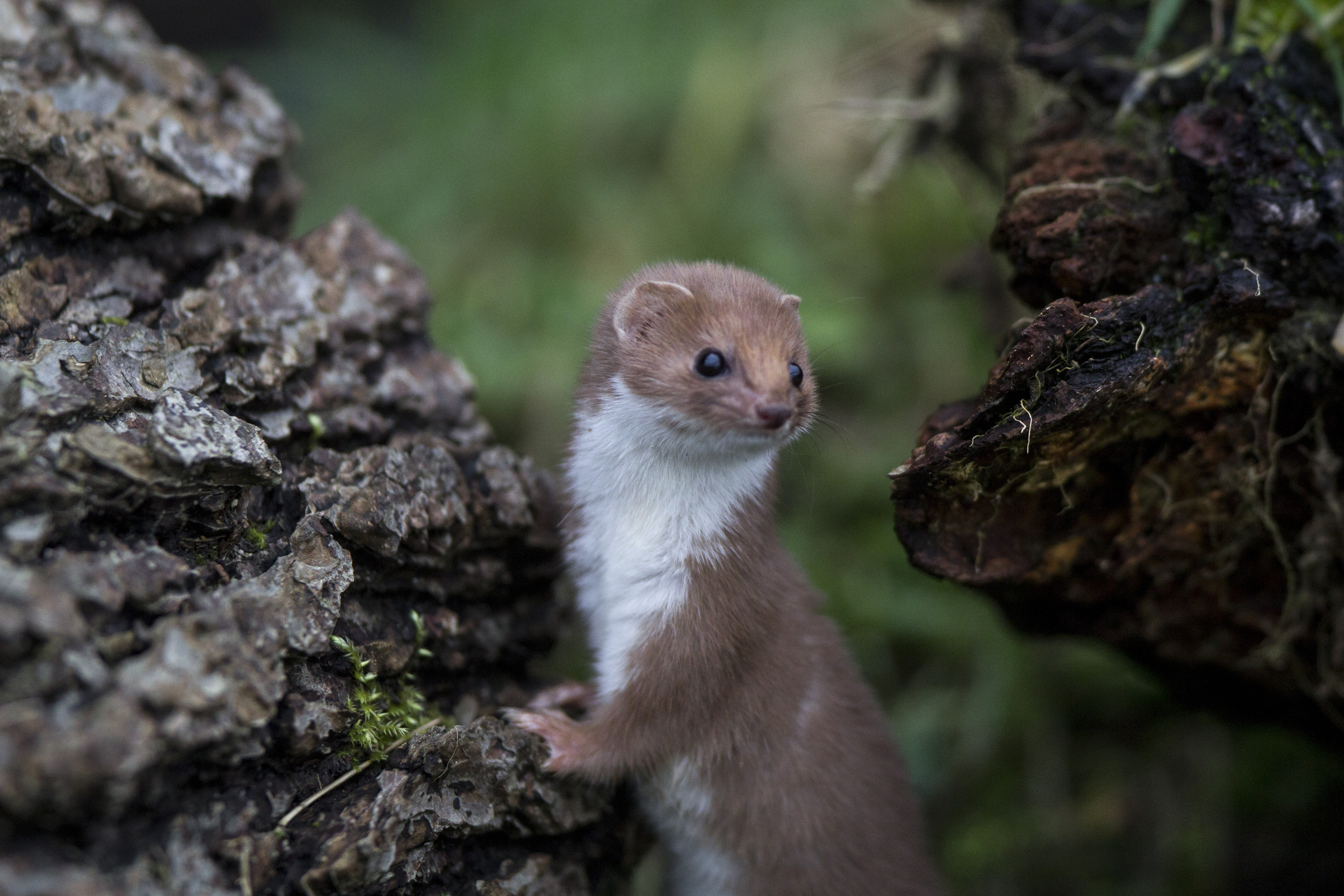
Donnola
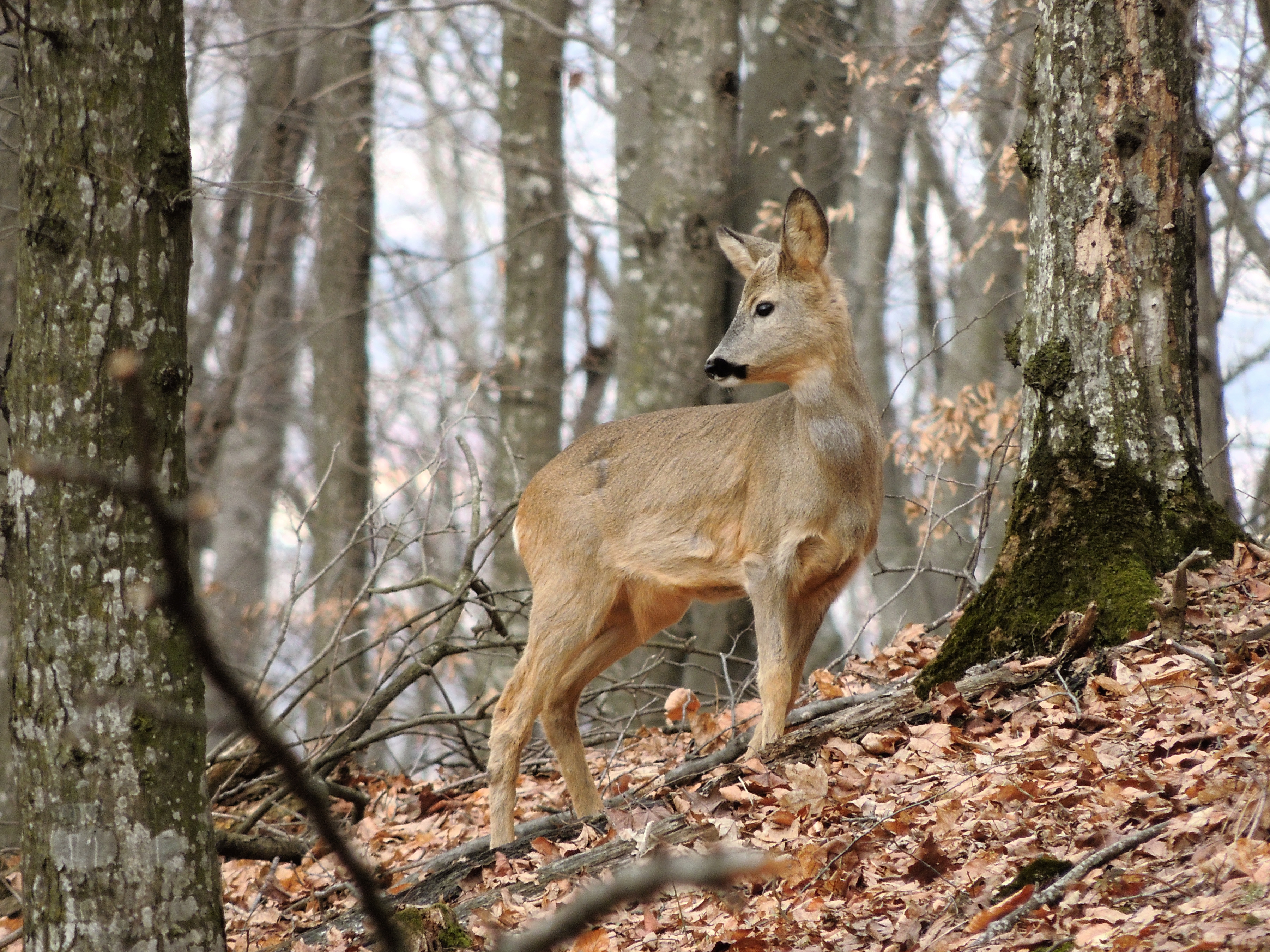
Capriolo

### Uccelli
Nella zona nidificano circa 60 specie di uccelli tutelati dalle Direttive Uccelli e Habitat. Si tratta di specie che frequentano i boschi radi, aridi e con ampie radure con esposizione soleggiata, come la Tottavilla (Lullula arborea), l’Averla piccola (Lanius collurio) e il Succiacapre (Caprimulgus europaeus). Il sito è inoltre frequentato dal Verzellino (Serinus serinus), dalla Ballerina bianca (Motacilla alba), dal Rigogolo (Oriolus oriolus) e dal Picchio verde (Picus viridis), oltre al Falco pecchiaiolo (Pernis apivorus), rapace migratore ed entomofago, la sua dieta è infatti molto specializzata: le prede sono costituite principalmente dalle larve di vespe, api, calabroni e bombi. 

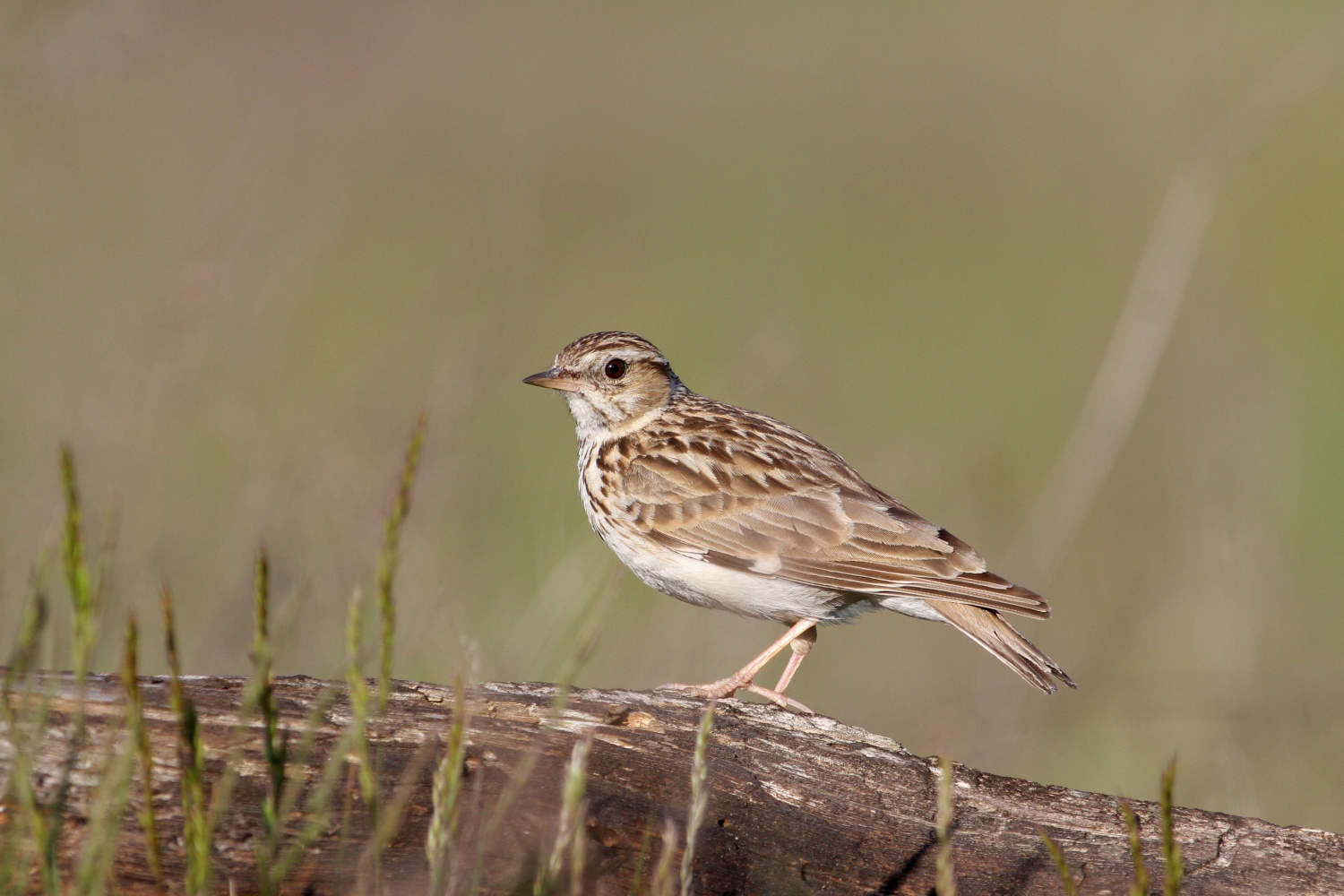
Tottavilla
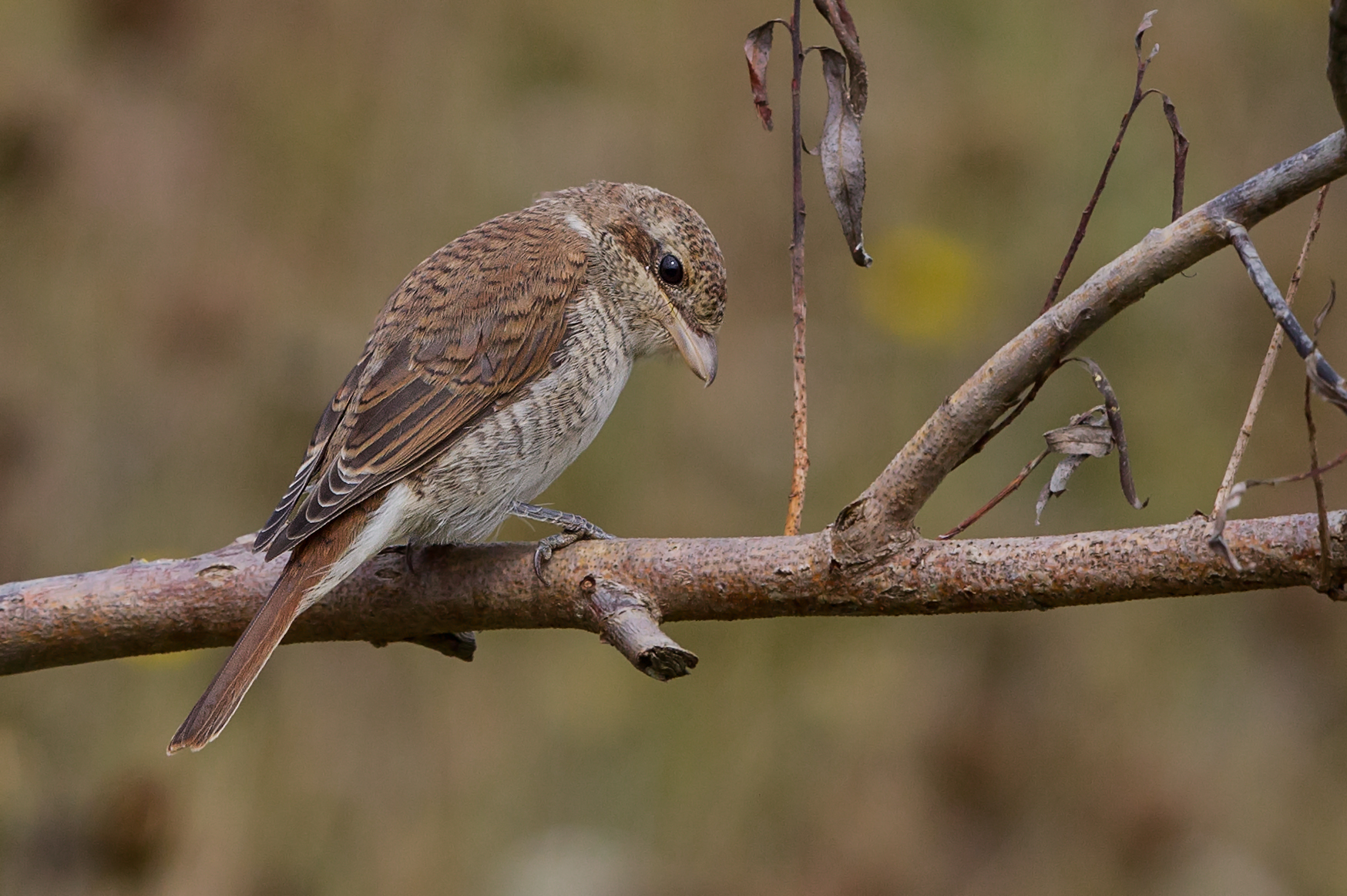
Averla piccola
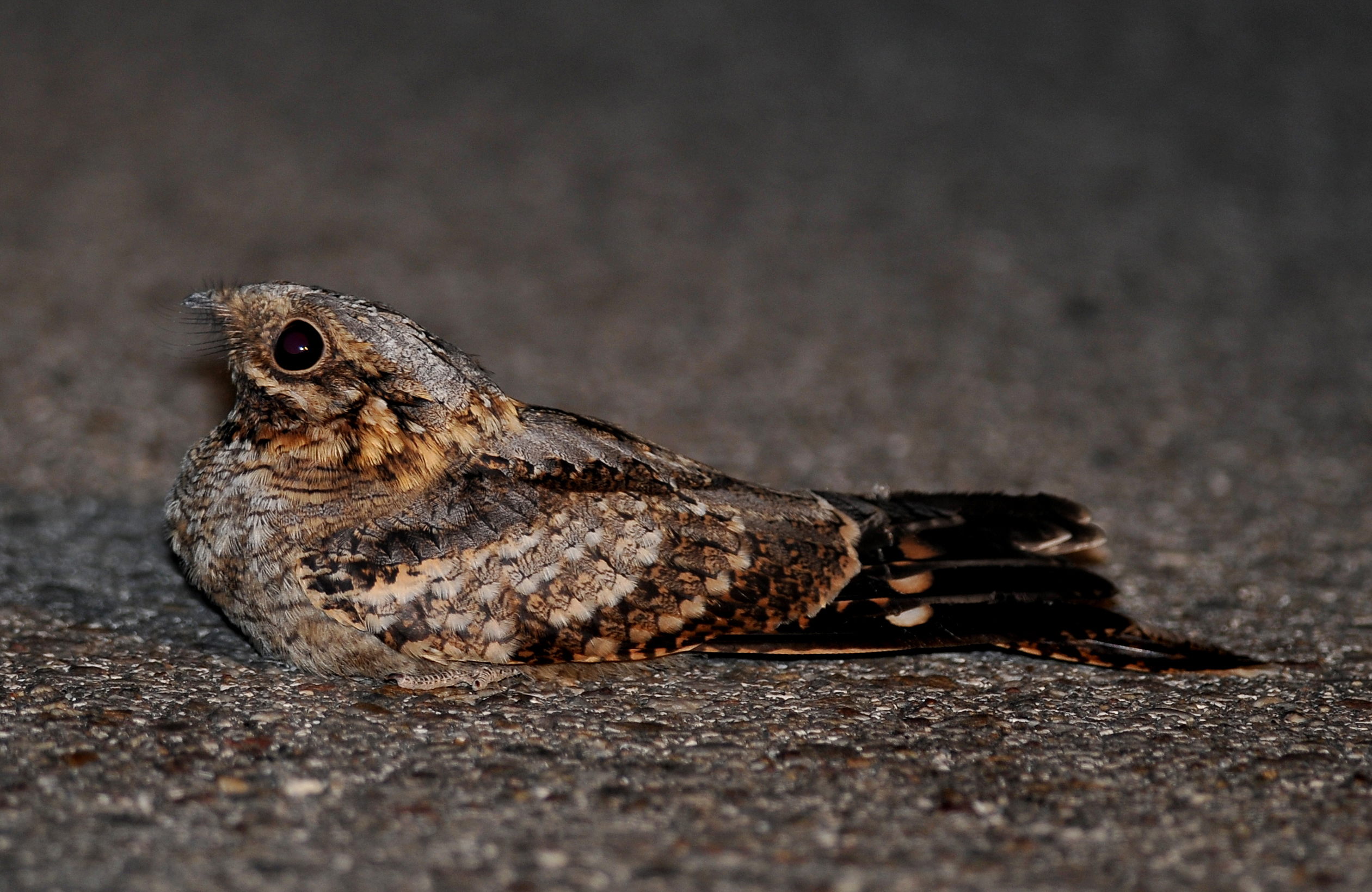
Succiacapre
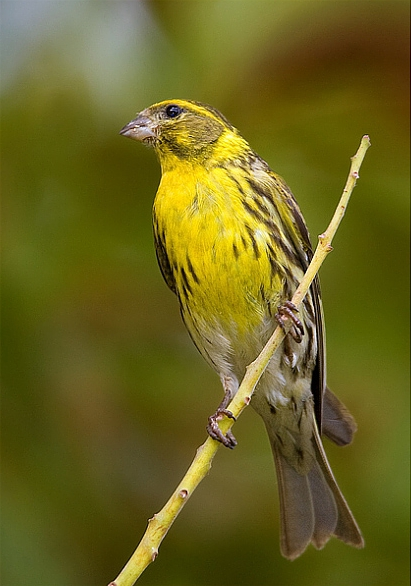
Verzellino
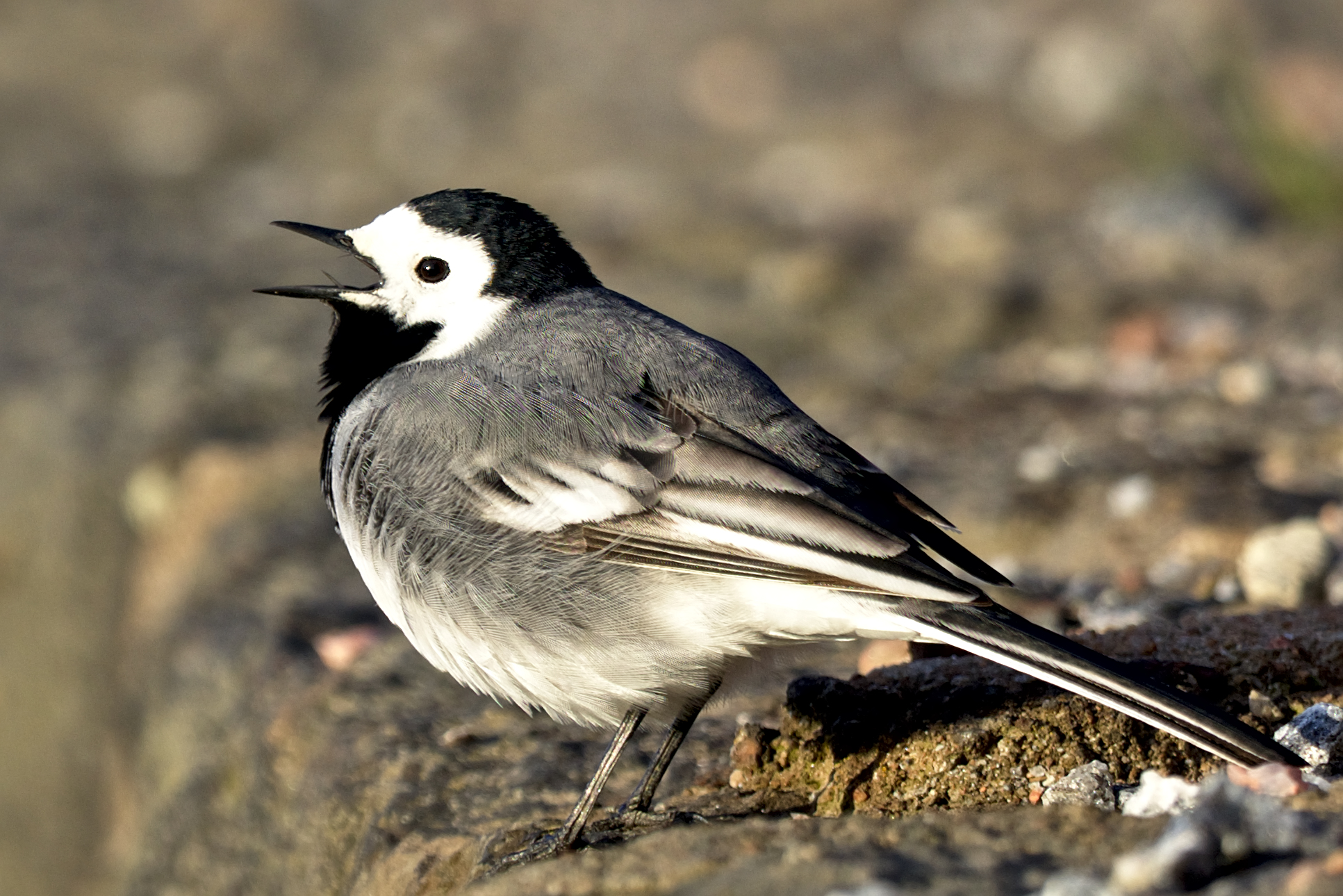
Ballerina bianca
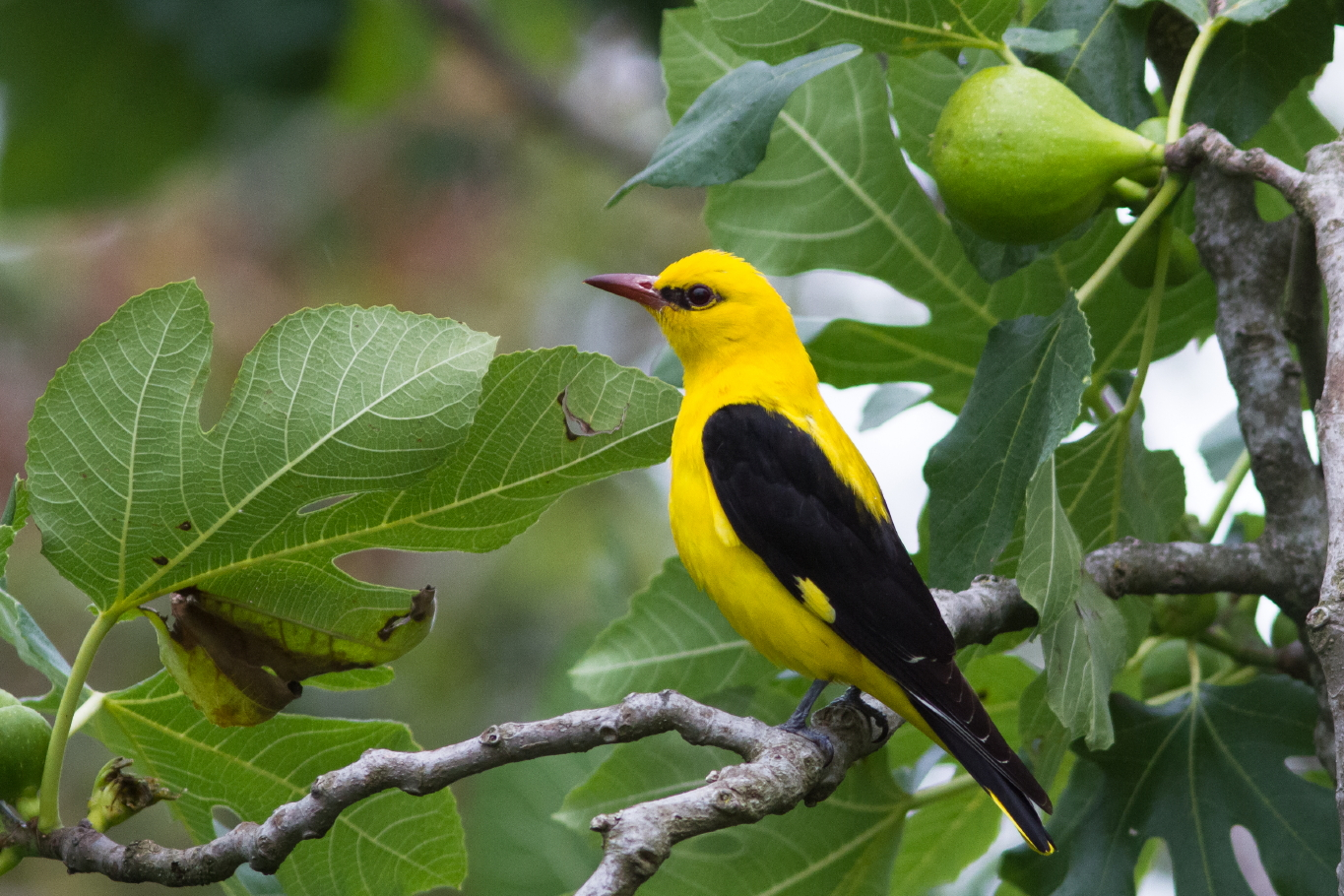
Rigogolo
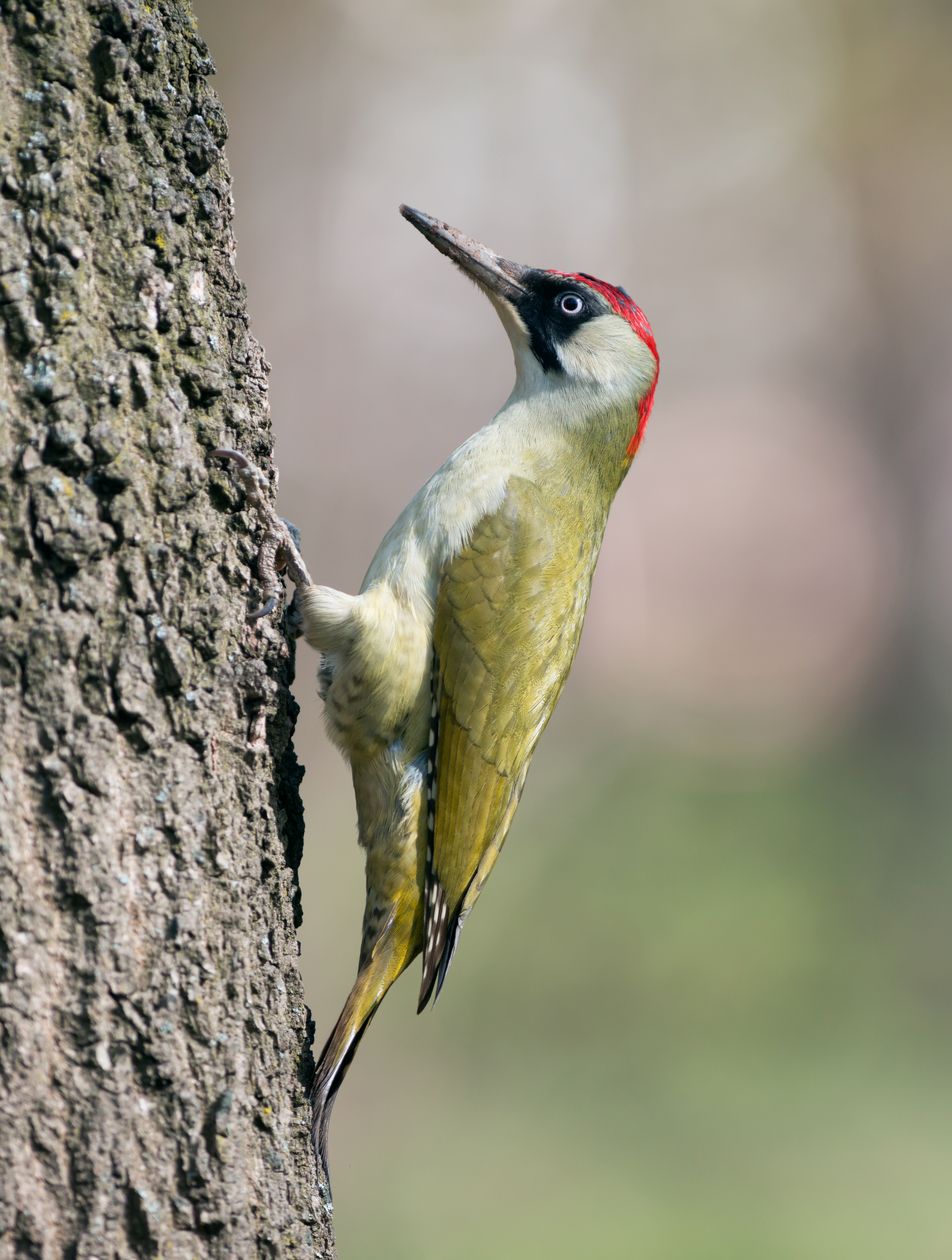
Picchio verde
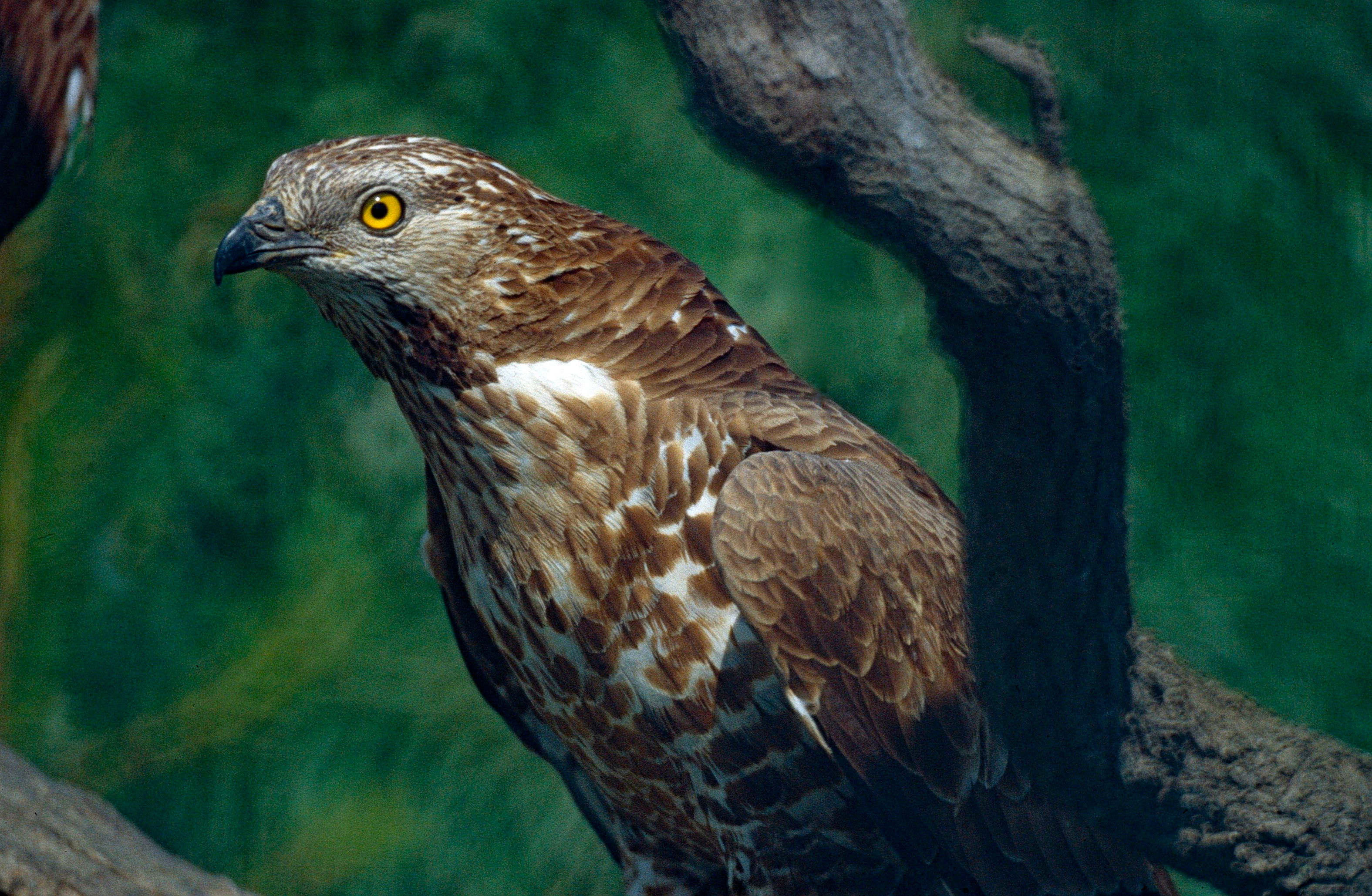
Falco pecchiaiolo

## Gestione
Le Misure di Conservazione del sito Colli Selvalonga – Il Monte (Assisi), adottate dalla Regione Umbria, sono volte in particolare alla conservazione della biodiversità e alla tutela degli habitat e delle specie presenti nel Sito Natura 2000. Le Misure hanno l’obiettivo di ridurre gli interventi di trasformazione e semplificazione ambientale attraverso la regolamentazione, in particolare, delle attività selvi-colturali e agricole. Inoltre, per limitare il disturbo umano sugli habitat e sulle specie presenti nel Sito, sono state regolamentate sia le attività di realizzazione di strutture e infrastrutture, sia le attività di fruizione delle aree oggetto di tutela. Le Misure di Conservazione sono armonizzate con il Regolamento del Parco regionale del Monte Subasio.